# Ady Endre
Diósadi Ady Endre, születési nevén: Ady András Endre (Érmindszent, 1877. november 22. – Budapest, Terézváros, 1919. január 27.) a huszadik század egyik legjelentősebb magyar költője. A magyar politikai újságírás egyik legnagyobb alakja. A műveltségről, irodalomról írt cikkei a fejlődést és a haladást sürgetik. Költészetének témái az emberi lét minden jelentős területére kiterjednek. Hazafi és forradalmár, példamutató magyar és európai gondolkodó. A szerelemről vagy a szülőföldjéről írt versei éppoly lényeges kifejezései az emberi létnek, mint a szabadság, az egyenlőség, a hit vagy a mulandóság kérdéseiről írott költeményei.

## Élete
Egy Szilágy megyei faluban, Érmindszenten, elszegényedett nemesi családban született. Édesapja diósadi Ady Lőrinc (1851–1929), kisparaszti gazdálkodó, édesanyja tiszaeszlári Pásztor Mária (1858–1937), református lelkipásztorok leszármazottja volt. Egy nővére (Ilona, aki még egyéves kora előtt meghalt) és egy öccse volt, Ady Lajos (1881–1940), aki magyar–latin szakos tanárként ábrándos nyelvészkedéssel nevüket Ond vezér nevéből eredeztette. Ady Mariska Ady Endre unokahúga volt.

### Veleszületett testi adottságai
Ady több átlagostól eltérő testi adottsággal jött a világra. Mindkét kezén hatujjúsággal született. A rendellenesség enyhébb változatát jelentő, csupán csont nélküli, csökevényes bőrnövedékeket születése után – a tövüknél cérnahurokkal elkötve, elsorvasztva – a bába tökéletesen eltávolította. Sokujjúságát később a költő a kiválasztottság táltosjeleként értékelte, és ez a közvéleményben is misztikumként lengte körül. Emellett „mindkét oldalt lenőtt” füllel, és feltűnően nagy, rövidlátó szemmel született. Felnőttként hiúságból nem hordott szemüveget, inkább egészen közel hajolva olvasott. Lábai alkatilag véznák, gyengék voltak, ez okozta bizonytalan járását, nagy bütykei miatt pedig speciális cipők viselésére kényszerült. Később köszvény is kínozta.

### Gyermekkor

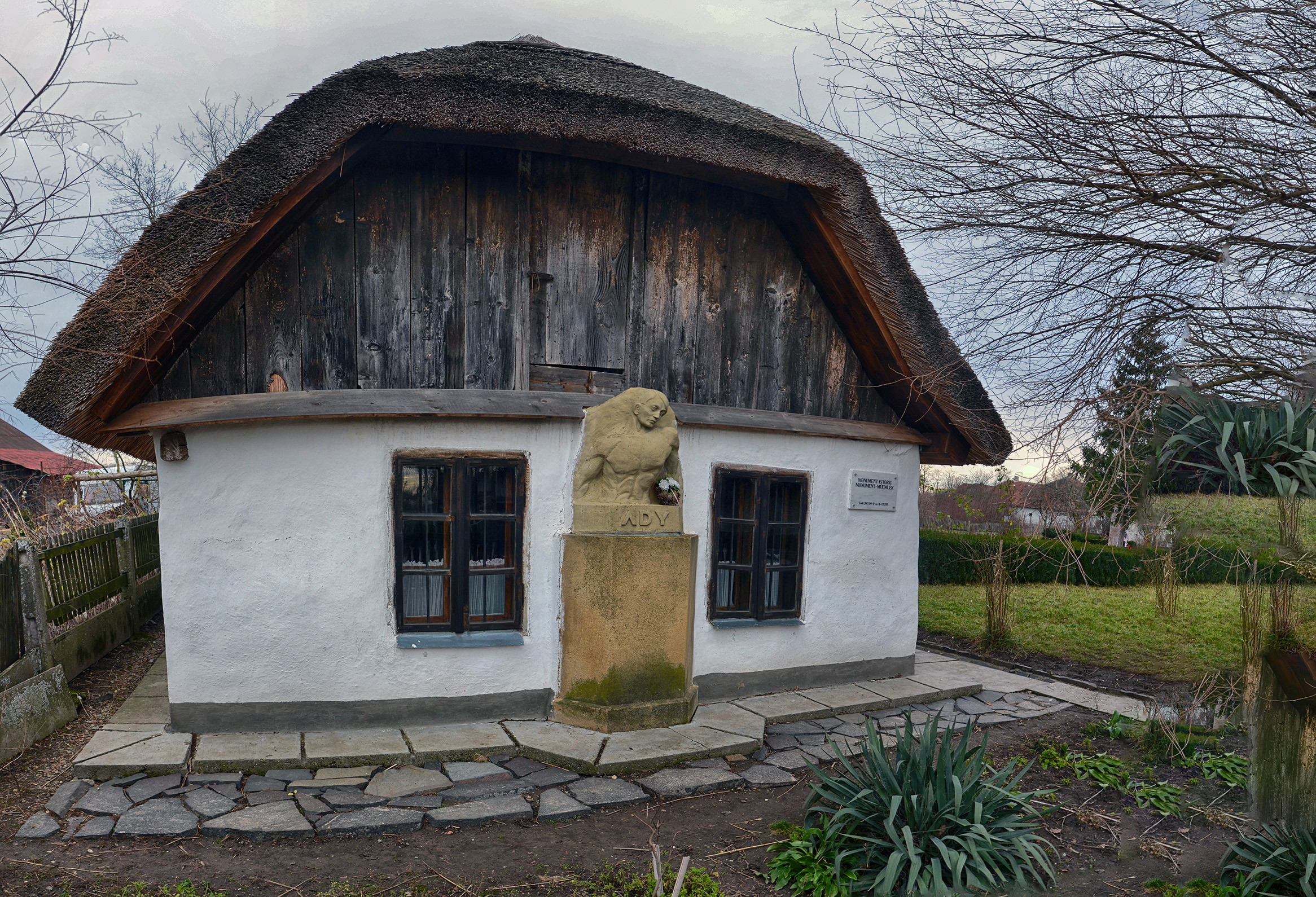
Érmindszent, Ady Endre szülőháza

Tanulmányait az érmindszenti református elemi iskolában kezdte 1883-ban, ahol Katona Károly tanította írásra, olvasásra, számolásra, bibliai történetekre és zsoltáros énekekre. Szülei idővel gimnáziumba szánták, ez volt az oka, hogy tanulmányait 1886-tól a katolikus népiskolában folytatta Hark István keze alatt. Az elemi befejeztével, 1888-ban a nagykárolyi piarista gimnáziumba került. Ebben az iskolában voltak saját bevallása szerint a legszörnyűbb diákévei, amellett, hogy itt erősödött meg a fizikailag addig gyengécske gyerek. Itt írta első költeményeit is, amelyek többnyire verses csúfolódások voltak, és ezekből az évekből származik barátsága Jászi Oszkárral, akivel együtt jártak hittanra. 1892-től a zilahi református kollégium diákja volt, ahol 1896 júniusában jelesen érettségizett: csak görögből és matematikából kapott jó osztályzatot. A liberális szellemű zilahi „ősi schóla” a szigorú szerzetesi iskolából kikerülve a szabadságot jelentette számára: itt szabad volt nyilvánosan is cigarettázni, és itt váltak rendszeressé a szombat esti kocsmázások is; emellett itt érték első – iskolai – irodalmi és szerelmi sikerei is, utóbbi F. Erzsike személyében, aki későbbi versei Zsókája lett. Itt ismerte meg Kun Bélát is, aki egy ideig magántanítványa volt.

### Életpályája
Édesapja a lecsúszott család újbóli felemelkedésének lehetőségét, a leendő szolgabírót látta fiában, ezért beíratták a debreceni jogakadémiára. A várost nem sikerült megszeretnie: szülei beleegyezését megszerezve a második évre már a pesti jogi karra iratkozott be, majd Temesvárra ment, ahol délelőtt a királyi táblánál írnokoskodott, délután magánórákat adott. Temesvárról nagyon betegen vitte haza édesanyja 1897 karácsonyán, ahonnan felgyógyulva utazott újra Budapestre, a negyedik félévre beiratkozni. A többször is megküldött tandíj azonban korhelykedésre úszott el. Nem mert szülei szeme elé kerülni, ezért Zilahra utazott, ahol ügyvédbojtár lett és egy barátjánál lakott. Ez idő tájt született meg egy önálló verseskötet kiadásának gondolata. Ősszel az egyetem folytatásának szándékával ismét Debrecenbe ment, azonban az előadásokat hanyagul látogatta, sokkal jobban érdekelték a lapok (Debreceni Főiskolai Lapok, Debreceni Ellenőr, Debreceni Hírlap). Előbb a Debreczeni Hírlap, majd 1899-től a ’48-as érzelmű, függetlenségi párti Debreczen című folyóirat „hivatásos” munkatársa lett. A soron következő félévre már be sem iratkozott, ezzel vége szakadt jogegyetemi tanulmányainak. Ugyanebben az évben megjelent első verseskötete, Versek címmel, de nem volt sikere.

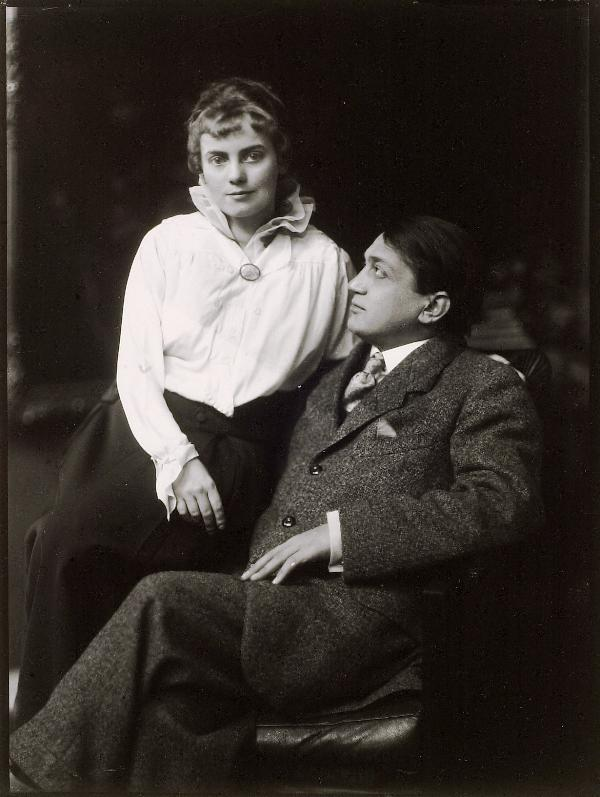
Ady és Csinszka 1914 körül

1899 végén Nagyváradra ment, ahol gazdag kulturális élet folyt ekkor. 1900. január elején a kormánypárti Szabadság című laphoz szerződött. A társadalmi igazságtalanságról és a munkásnyomorról írt kritikus cikke 1901. április 22-én jelent meg a Friss Újságban Egy kis séta címmel, amely azonban világnézeti ellenszenvet gerjesztett ellene lapjánál, így május 23-ától a lapversenytárs Nagyváradi Napló kötelékébe lépett. A kritikus hangú jegyzet néhány katolikus pap dőzsölő életvitelét ostorozta, valójában a klérust minősítette vele. Az egyház feljelentette rágalmazásért, Ady pedig 3 nap fogház és 10 korona büntetést kapott érte.
Jó újságíróvá vált, prózai stílusa itt fejlődött ki.
Új verskötetet is kiadott 1903-ban Még egyszer címen, azonban ez is komolyabb visszhang nélkül maradt. Ady Nagyváradon bohém éjszakai életet élt, amelyben Halász Lajos és Szűts Dezső voltak állandó partnerei. Ehhez a városhoz kötődik az a Rienzi Mária énekesnővel folytatott végzetes szerelmi viszony is, amelynek következtében először elkapta a szifiliszt: erről a Mihályi Rozália csókja című novellájában írt.
Életében az áttörést 1903 augusztusa hozta el: ekkor ismerkedett meg Diósyné Brüll Adéllal, egy Nagyváradról elszármazott gazdag férjes asszonnyal, aki ekkor Párizsban élt és látogatóba jött haza. Léda (Ady így nevezte őt el) lett a múzsája; az ugyanebben az évben megjelent Még egyszer című kötetében „A könnyek asszonya” című költeményt már ő ihlette. Lírai kibontakozásában Léda iránti szerelme és nála tett párizsi látogatásai segítették. A Léda-kapcsolat 9 évig tartott: 1903-tól 1912-ig. Léda 1907-ben halott lánygyermeket hozott világra, vélhetőleg a költőtől. Kapcsolatuk 1912-re teljesen megromlott: Ady a Nyugatban publikált Elbocsátó szép üzenet című versével végleg szakított Lédával.
Hétszer járt Párizsban 1904 és 1911 között. Első, egy évig tartó párizsi útja után az ellenzéki Budapesti Naplónál helyezkedett el, ahol 500 cikk és egy sor költemény jelent meg a tollából. Rövid idővel a hazatérése után tartott választásokon a nem várt ellenzéki siker – amely 30 év után váltotta a kormányzó Szabadelvű Pártot – a lapot kormánytényezővé tette azzal, hogy annak főszerkesztője, Vészi József a miniszterelnök sajtófőnöke lett. 1906-ban a Fejérváry-kormány lemondott, és mivel Ady pozíciót töltött be a darabontkormány mellett sajtótudósítóként, méltatlan támadások érték, ami elől előbb Érmindszentre, majd júniusban Párizsba „menekült”.
Második párizsi tartózkodása és a kapcsolódó földközi-tengeri utazás időszaka költészetének termékeny korszaka. 1906-ban megjelent harmadik verskötete Új versek címmel – ez a könyv mérföldkő a magyar irodalomban, a modern magyar költészet születését jelzi –, de negyedik kötete, a Vér és arany hozta meg az igazi sikert és a kritikusok elismerését.

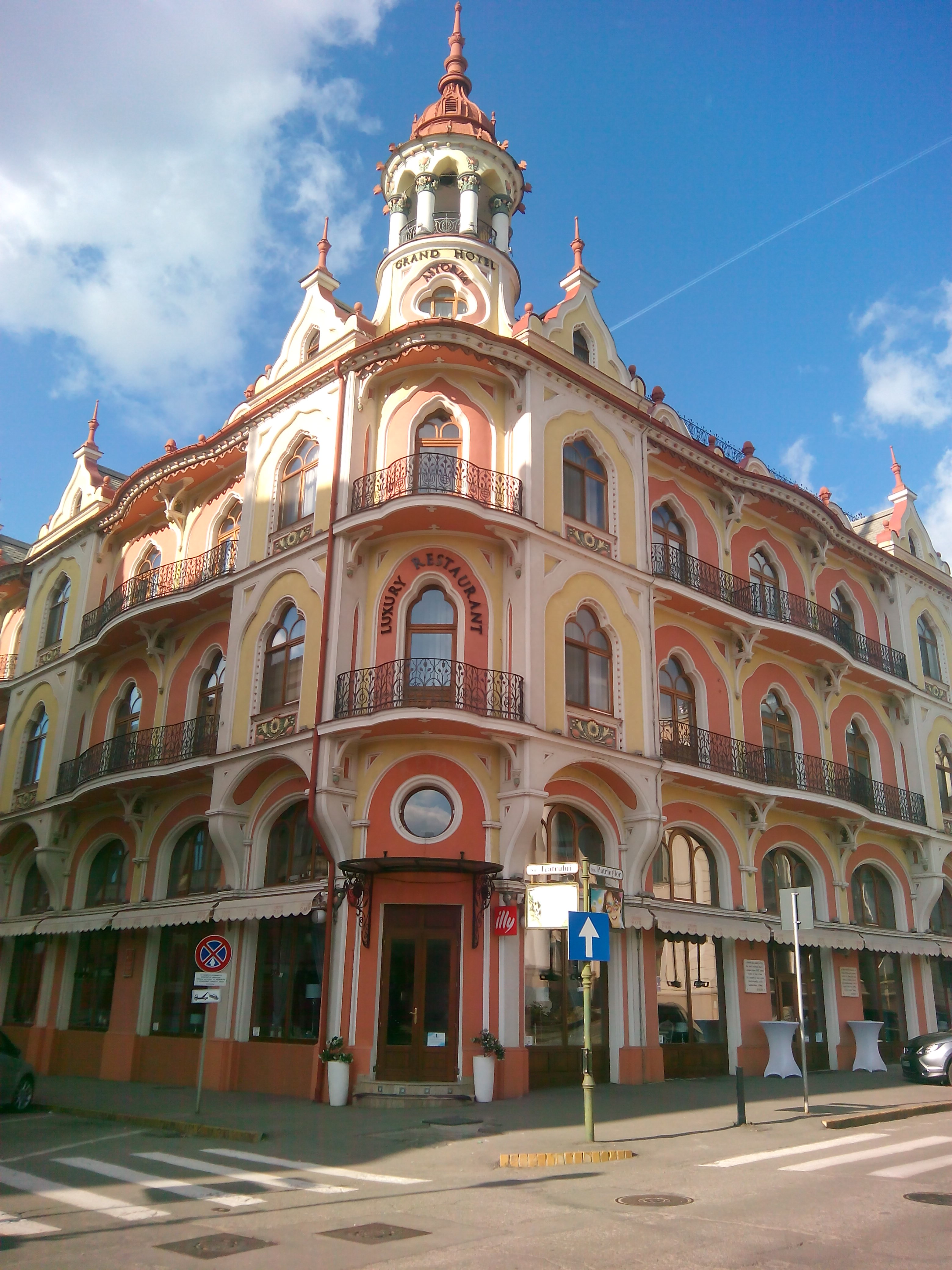
Az egykori EMKE kávézó épülete Nagyváradon. Itt alakult meg A Holnap Irodalmi Társaság

1908-ban a Nyugat című új irodalmi lap első számában megjelentek Ady versei és esszéi, ennek a lapnak lett élete végéig munkatársa, 1912-től pedig az egyik szerkesztője is. 1908-ban Nagyváradon A Holnap nevű irodalmi csoport egyik alapítója volt. Egy antológiát jelentettek meg Ady költeményeivel, valamint Babits Mihály, Balázs Béla, Dutka Ákos, Emőd Tamás, Juhász Gyula, Miklós Jutka műveivel. Ezeket a verseket rosszallással és értetlenséggel fogadták.
A Nyugat kétségtelenül a magyar irodalom legfontosabb folyóirata, melynek Ady nemcsak szerkesztője volt, hanem szimbóluma is. Mivel a Nyugatban nem jelentek meg politikai cikkek, írt más lapokba is (például: Népszava, Világ). Keményen kritizálta a politikai helyzetet. Nem volt ínyére a vezető pártok nacionalizmusa, de bírálta a szociáldemokraták antinacionalizmusát is; látta, mennyire maradt el Magyarország a fejlett országoktól, de rámutatott a nyugati országok fogyatékosságaira is.
Jászi biztatására jelentkezett a szabadkőműves Martinovics páholyba, amelybe 1912. május 3-án vették fel, együtt Csáth Gézával. A páholy tekintélyét emelte Ady tagsága, ezért rövid idő alatt léptették legény-, majd mesterfokba. A páholymunkákon azonban csak igen ritkán vett részt, hétéves tagsága alatt mindössze négy alkalommal – azaz felvételén és díjemelésein kívül csak egyszer.
A Lédával való szakítása után többnyire csak alkalmi nőkapcsolatai voltak. 1913. november 21-én a hűvösvölgyi Park Panzióban Balázs Béla mutatta be neki Dénes Zsófiát („Zsuka”), a Párizsban élő fiatal újságírónőt, akivel gyorsan megkedvelték egymást, és akit a költő saját neve után Andreának nevezett el. A gyorsan kibontakozó szerelem hatására esküvőt fontolgattak, azonban Dénes Zsófia anyjának heves tiltakozása miatt a kézfogó elmaradt; a Becéző, simogató kezed és az Élet helyett órák című, a Ki látott engem? kötetben megjelent költeményei a Dénes Zsófia iránti érzései emlékei.
1914-ben találkozott az akkor 20 éves Boncza Bertával, akivel 1911 óta levelezett. Berta első levelét egy svájci intézetből írta Adynak. 1915. március 27-én a lány apjának (Boncza Miklós, neje: törökfalvi Török Berta) beleegyezése nélkül összeházasodtak. Verseiben Csinszkának nevezte Bertát. Esküvői tanúik Vészi József és Ignotus-Veigelsberg Hugó voltak.

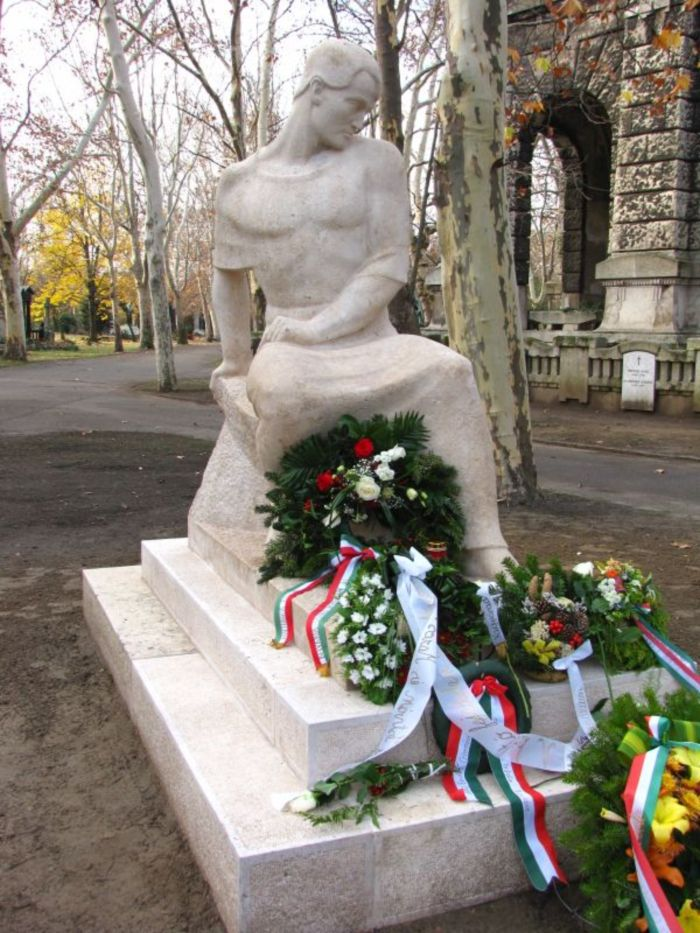
Ady 2013-ban felújított síremléke a Kerepesi temetőben (Csorba Géza alkotása)

Az első világháború kitörését nemzeti tragédiaként élte meg; ez idő alatt nem közölt írásokat, négy év hallgatás után, 1918-ban jelent meg újabb verseskötete, A halottak élén cím alatt. A kötetet Hatvany Lajos szerkesztette, aki „a kötet összeállításába erős kézzel nyúlt bele”, egyes verseket ki is hagyott.
Az őszirózsás forradalom után megalakult népköztársaság a forradalmi versei miatt megpróbálta kisajátítani, saját költőjének tekinteni. Ady ettől igyekezett elhatárolni magát, noha harcos híve volt a polgári radikalizmusnak, és „vezérének” nevezte Jászi Oszkárt. 1918 novemberében (a Tisza-gyilkosság után) a harmadlagos szifilisz jellemző szövődményeként kisebb szélütést kapott. Ettől kezdve beszéde szaggatottá vált, de elméje tiszta maradt. Később megkapta a világon épp ekkor végigsöprő spanyolnáthát, ebből kialakuló magas lázzal járó tüdőgyulladását a Liget Szanatóriumban kezelték. Két hete ápolták, amikor egy reggel hirtelen meghalt (1919. január 27-én, 41 évesen). Halálát végül is, Czeizel Endre adatai szerint, a kórboncolás alapján a főverőér megrepedése okozta, melyet a harmadlagos vérbaj jellemző megnyilvánulása, az aorta idült gyulladása miatt kialakult főverőér-tágulat előzött meg.
Temetése január 29-én volt: koporsóját a Magyar Nemzeti Múzeum előcsarnokában ravatalozták fel. Haypál Benő református lelkész gyászbeszéde után Kunfi Zsigmond közoktatási miniszter, majd Móricz Zsigmond mondott gyászbeszédet. A Magyarországi Szociáldemokrata Párt nevében Vincze Sándor, a Nyugat nevében Babits Mihály, az Alkotó Művészek és Tudományos Kutatók Szövetsége nevében Pikler Gyula, az összes újságíró-intézmények nevében Bíró Lajos, míg a Társadalomtudományi Társaság nevében Jászi Oszkár búcsúztatta. Sok más közéleti személyiség mellett több tízezren rótták le kegyeletüket és búcsúztatták, majd kísérték utolsó útjára fedetlen fővel, a Múzeum körúton és a Rákóczi úton át a Kerepesi temetőig.

## Költészete
A 19-20. század fordulójának magyar költészetét a haldokló népi-nemzeti iskola határozta meg, mely Petőfi nyomain járt, utánozta népies hangját és nem tudta magát megújítani. Ady, ha nem is az első volt, aki szakított a hagyománnyal, de az első, aki utat tört egy új, modern stílusnak. Bár szívesen tetszelgett a magányos, meg nem értett forradalmár szerepében, a valóságban költőtársai támogatták őt és sokan utánozták verseit. Maga Ady nem kedvelte az utánzókat, és A duk-duk affér című írásában ki is gúnyolta őket.
Az első két kötete még nem jelentett semmi újat. Az új stílus elemei először esszéiben, publicisztikájában és más írásaiban mutatkoztak meg. Egy új költészeteszmény nevében lép fel, hangsúlyozva azt, hogy ő nem lesz a „szürkék hegedőse”. Az ősi, magyaros költészet, kultúrkör és az új, forradalmi változást hozó költői program egyesítése a célja – ezáltal szakítva ki a magyar költészetet az elvadult Hun táj virágtalan vidékéből.
Hajdani, eltévedt utas

Vág neki új hináru utnak,

De nincsen fény, nincs lámpa-láng

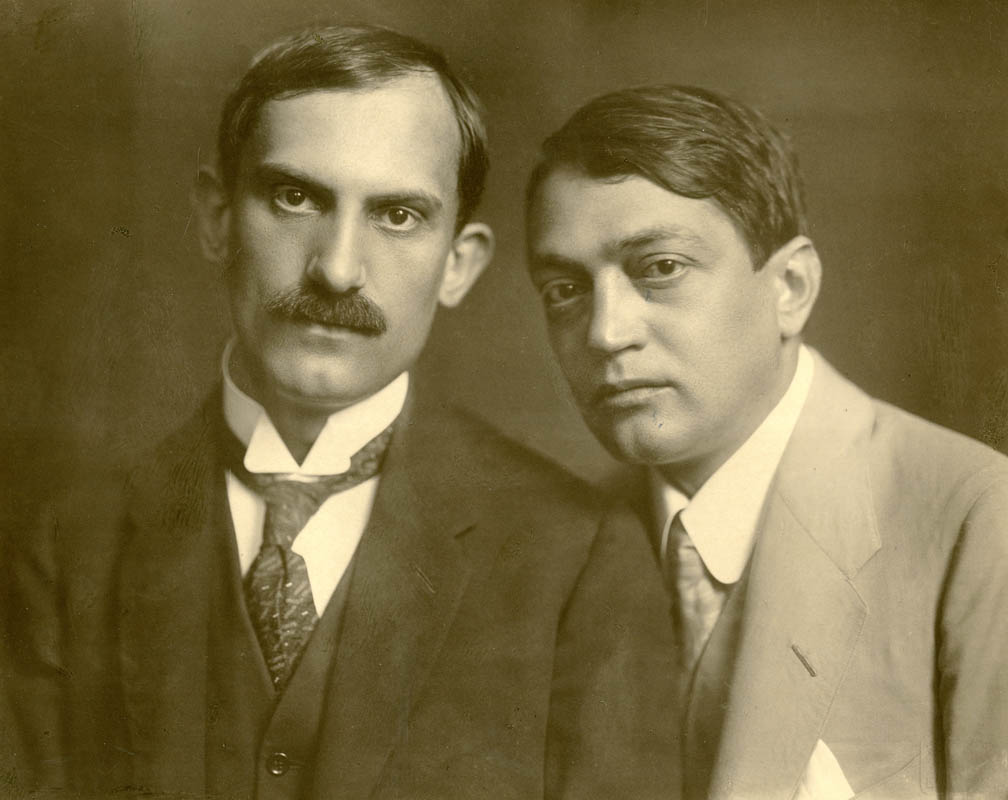
Babits Mihály és Ady Endre Székely Aladár fényképén

És hírük sincsen a faluknak.
Elvadult tájon gázolok:

Ős, buja földön dudva, muhar.

Ezt a vad mezőt ismerem,

Ez a magyar Ugar. …
Csönd van. A dudva, a muhar,

A gaz lehúz, altat, befed

S egy kacagó szél suhan el

A nagy Ugar felett.
Sajátos technikával dolgozott: egyrészt megalkotta egyedi kevert ritmusát, mely a szimultán verselés egy kevert változata; a belső ritmus, ismétlések, halmozások, puritánabb versszerkezet és a zökkentés, tagolás jellemző e sajátos ritmikára. Továbbá új szavakat alkotott az „el” igekötő igékhez való hozzátoldásával, ezáltal keltve egy vagy csak múltbeli vagy elszalasztott lehetőséget, történést vagy balul sikerült próbálkozást a múltban. Többé-kevésbé ezek az igéi a magyarság szomorú sorsára utalnak (elél, elmásol).

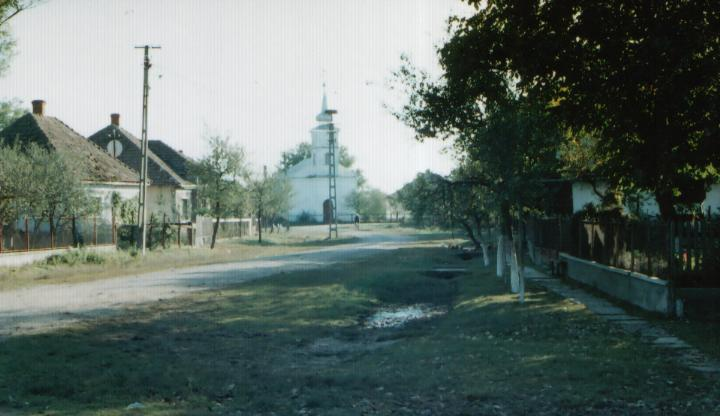
Érmindszent látképe szülőháza udvarából

Ady tematikus-motivikus költő volt. Költészetében meghatározott motívumcsoportokat követhetünk végig, s ezzel Ady egyedülálló a világirodalomban. Tematikája, szimbólumrendszere: ars poeticák, szerelem (Léda, Csinszka), látomásos tájköltészet, Magyar Ugar, Istenes versek, magyarság – kuruc tematika, létharc – pénz motívuma, halál, forradalmi versek és világháborús költészet.
Adyt biztosan befolyásolták Baudelaire és Verlaine versei. Gyakran használta a szimbolizmus elemeit, visszatérő témái az Isten, Magyarország és a harc a túlélésért. Más témái élete bizonyos időszakaiban fordulnak elő: pénz, Léda.
Szimbolizmusa költeményeinek látomásosságában, meghatározatlanságában jelentkezik. Jelentős szereppel bírnak szimbolista ihletésű verseiben a színek (piros, fekete, fehér), a szuggeráló erő és az Adyra jellemző szómágia, mint például a korrespondancia (szokatlan képzettársítások, konkrét és absztrakt összekapcsolása) és a zenei crescendo (jambikusság, ismétlések, halmozás).
Szecessziós jelleget is mutat költészete, amit a következők támasztanak alá. A szecesszióra jellemzőek a dekoratív vonalak, az egzotikusság, különösség, titokzatosság. Ilyen verseit meghatározza az önfeltárulkozás, a személyiség új kultusza – szereplírának tekinthetők; az elkülönülés gesztusa, a túldíszítés, dekorativitás, az eufemizált halál.
Kiemelkedő egyéniségként másként gondolkodott a szerelemről, pénzről, életről és halálról, másként szereti hazáját. Szeretett változást hozni, nem érzi jól magát a feudálisan elmaradott Magyarországon.
Verseiből árad a harc, a lázadás a kor helyzete ellen. Költészetének egésze forradalom. A küzdésvágy és a reménytelenség érzése állandóan jelen van verseiben.
Messiás-sorsnak érzezte a költő életét: Magyarországon duplán kell szenvedni, mint máshol a világban, ha valamit el akar érni az ember.
Stílusának egyik legjellemzőbb vonása a különös jelzők gazdagsága. Gyakori témája énjének testi-lelki kettészakadása. Életszeretet, az élet teljességének igénye mindvégig kísérte költészetét.
Vallom és hirdetem, hogy nincs értékesebb, hatalmasabb és szebb mint az élet

## Ady Endre, az újságíró

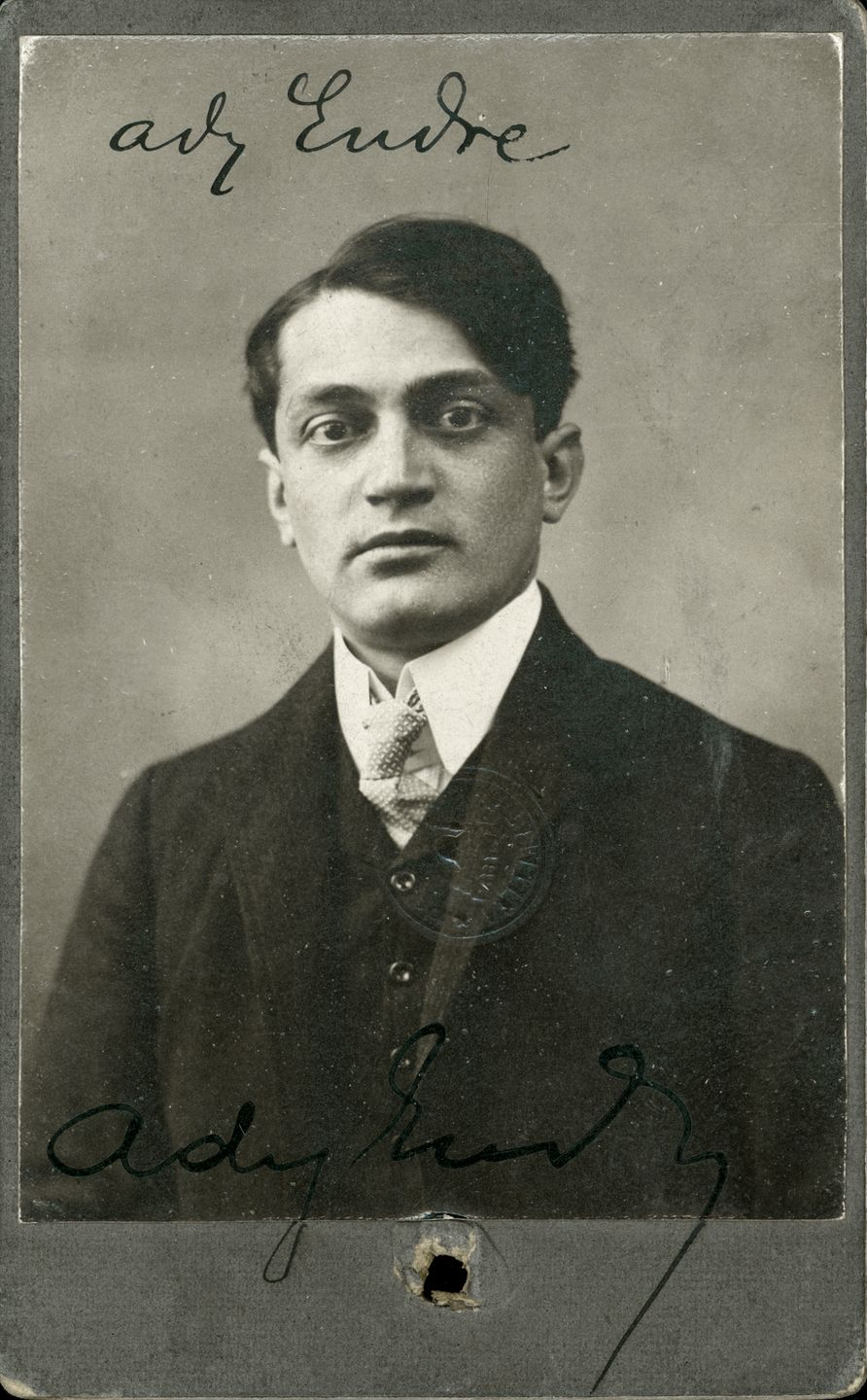
Ady igazolványképe a Budapesti Naplónál, 1907-ben

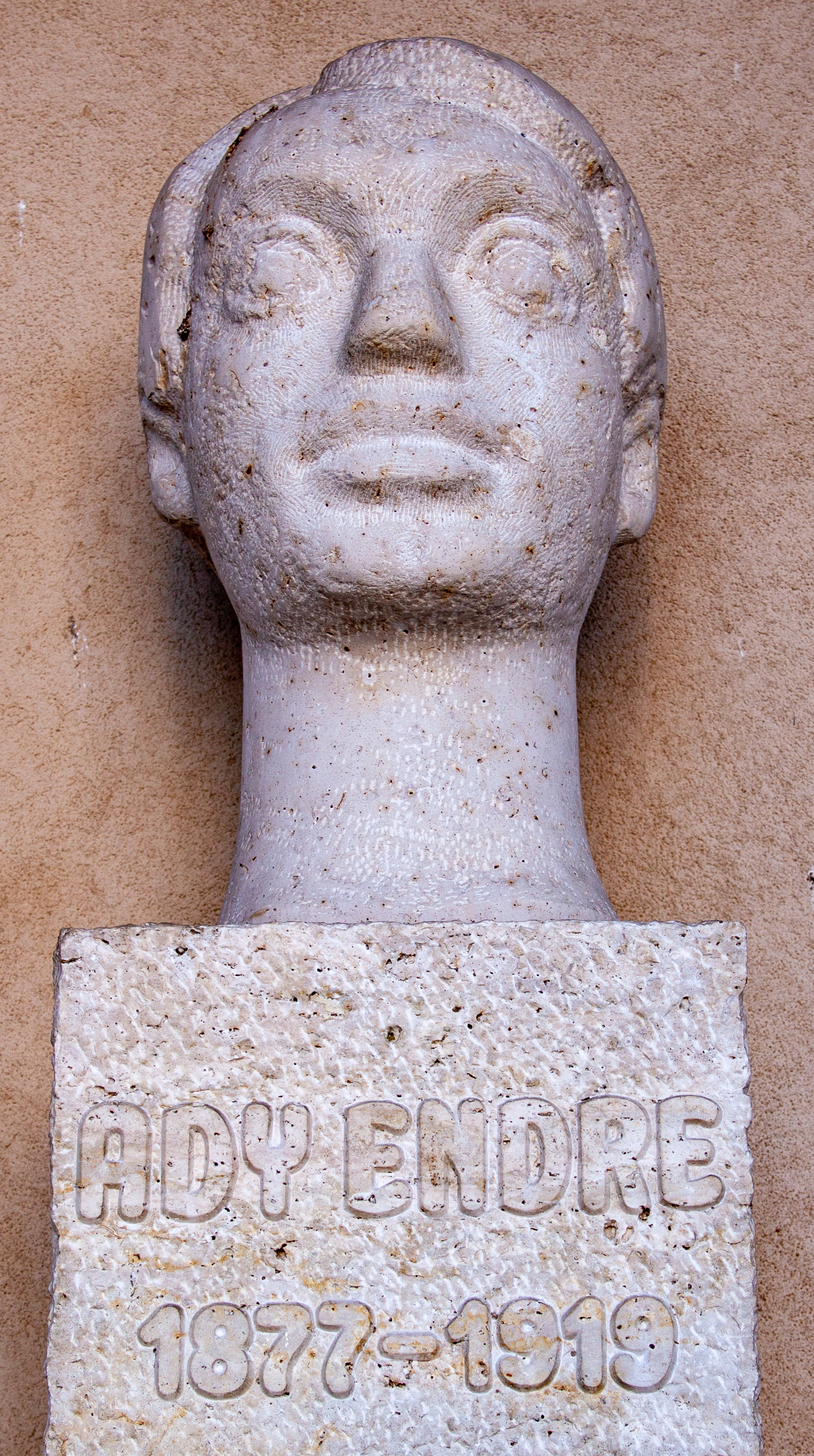
Mellszobra a szegedi Dóm téren

Ady Endre a modern magyar sajtótörténetnek is az egyik kiemelkedő alakja. „Újságíró-volta egyáltalán nem véletlenszerű. Ő nem úgy került a sajtóhoz, mint Petőfi (…) költői tehetségének jutalmaképp, és hogy megélhetéséről valamiképp gondoskodjanak. Ady előbb volt jó újságíró, mint jó költő, és mindvégig megőrizte újságíró természetét” – írta róla Szerb Antal. Ady a nagyváradi Napló munkatársa volt, és itt, a szerkesztőségben ismerkedett meg szerelmével, Lédával. Párizsból visszatért Nagyváradra s így szólította Váradot: Olyan gyönyörűszép Nagyvárad, mint egy kis Pece-parti Párizs.

## Kötetei
- Versek; Hoffmann-Kronovitz Ny., Debrecen, 1899 [június]
- Még egyszer; Láng Ny., Nagyvárad, 1903 [szeptember vége]
- Új versek; Pallas, Budapest, 1906 [február]
- Sápadt emberek és történetek; Lampel, Budapest, 1907 (Magyar könyvtár)
- Vér és arany. Újabb versek; Franklin, Budapest, 1908 [1907. december végén 1908-as évszámmal]
- A Holnap. Ady Endre, Babits Mihály, Balázs Béla, Dutka Ákos, Emőd Tamás, Juhász Gyula, Miklós Jutka versei; sajtó alá rend. Antal Sándor; A Holnap Irodalmi Társaság, Nagyvárad, 1908
- A Holnap új versei. Második könyv; összeáll., bev. Kollányi Boldizsár; Deutsch, Budapest, 1909
- Az Illés szekerén; Singer-Wolfner, Budapest, 1909 [-es évszámmal, 1908. december második felében]
- Berci és a grófnéja; Mozgó könyvtár vállalat, Budapest, 1909 (Mozgó könyvtár)
- Új csapáson. Novellák; Mozgó könyvtár vállalat, Budapest, 1909 (Mozgó könyvtár)
- Szeretném, ha szeretnének; Nyugat, Budapest, 1910 [-es évszámmal, 1909 december közepén]
- Így is történhetik. Novellák; Nyugat, Budapest, 1910 (A Nyugat könyvei)
- Petőfi Sándor válogatott, forradalmi költeményei. A forradalmár Petőfi; összeválogatta s elüljáró írással ellátta Ady Endre; Deutsch Zsigmond, Budapest, 1910
- A tízmilliós Kleopátra és egyéb történetek; Lampel, Budapest, 1910 (Magyar könyvtár)
- A Minden Titkok verseiből; Nyugat, Budapest, 1910 [december közepe]
- Vallomások és tanulmányok; Nyugat, Budapest, 1911 (Nyugat könyvtár)
- Gyűjtemény Ady Endre verseiből; Nyugat, Budapest, 1911 (Nyugat könyvtár)
- A menekülő Élet; Nyugat, Budapest, 1912 [január vége]
- Margita élni akar, verses regény, 1912 (Nyugat)
- A Magunk szerelme; Nyugat, Budapest, 1913 [március vége]
- Muskétás tanár úr; Tevan, Békéscsaba, 1913 (Tevan-könyvtár)
- Proletárok verses könyve. Ady, Csizmadia stb.; szerk. Bresztovszky Ernő; Népszava, Budapest, 1913
- Három március. 1911, 1912, 1913 / Ady Endre három ünnepi verse. Jászi Oszkár, Rubin László és Polányi Károly ünnepi beszédei. A Galilei-Kör öt éves fennállása alkalmából; Galilei Kör, Budapest, 1913
- Ki látott engem?; Nyugat, Budapest, 1914 [február vége]
- A halottak élén; Pallas, Budapest, 1918 [augusztus eleje]
- Ady Endre a zsidóságról; előszó Fehér Dezső; Nagyváradi Napló Ny., Nagyvárad, 1919 (Zsidó renaissance könyvtár)
- Az uj Hellász; Amicus, Budapest, 1920
- Margita élni akar… Verses história; ill. Kozma Lajos; Amicus, Budapest, 1921
- Szerelem. Ady Endre ifjúkori versei; Amicus, Budapest, 1922
- Ady Endre válogatott versei; vál. Dóczy Jenő, ill. Jaschik Álmos; Pallas, Bp., 1921
- Az utolsó hajók. 1914–191; Athenaeum, Budapest, 1923
- Rövid dalok egyről és másról. Ady Endre százhetvennégy ismeretlen verse; összegyűjt. Földessy Gyula; Amicus, Budapest, 1923
- Márkó király. Ballada. 1894; írta Ady Endre a zilahi református kollégium 6-ik osztályos növendéke; közzéteszi Ady Lajos; facsimile-kiad.; Amicus, Budapest, 1923
- Levelek Párisból; Amicus, Budapest, 1924
- Morituri; bev. Reiter László; Amicus, Budapest, 1924
- Ady Endre párizsi noteszkönyve; sajtó alá rend., bev. Ady Lajos; Amicus, Bp., 1924
- Levél az öccséhez; Amicus, Budapest, 1925
- Így is történhetik; utószó Földessy Gyula; Athenaeum, Budapest, 1925
- „Ha hív az acélhegyű ördög…”. Ady Endre újságírói és publicisztikai írásai; összeáll., bev. Fehér Dezső; Szent László Ny.,Nagyvárad, 1927
- Ady Endre. Antológia; összeáll. Szabó Lőrinc; Athenaeum, Budapest, 1927
- Hatvany Lajos: Ady a kortársak közt. Ady Endre levelei és levelek Ady Endréhez; Genius, Budapest, 1928
- Ady Endre összes versei; Athenaeum, Budapest, 1929
- Az idő rostájában. Száz Ady vers; összeáll. G. Madarász Pál, Nemes József; s.n., s.l., 1937 (Magyar kollégiumi füzetek)
- Ady Endre Összegyűjtött novellái; Athenaeum Ny., Budapest, 1939
- A tegnapi Páris; Bolyai Akadémia, Budapest, 1942 (Bolyai könyvek)
- Vallomások és tanulmányok. Magyar és külföldi irodalom; Athenaeum, Budapest, 1944 (Ady Endre összes művei)
- Ady Endre összes versei; Athenaeum, Budapest, 1948
- Ady Endre összes művei. 4. Párisban és Napfényországban; Athenaeum, Budapest, 1948
- Földrengés előtt. Válogatott kiadatlan novellák; bev. Szentimrei Jenő; Irodalmi és Művészeti, Bukarest, 1952 (Haladó hagyományaink)
- Petőfi nem alkuszik. Tanulmányok; Testvériség-Egység Kiadó, Újvidék, 1954 (A toll mesterei)
- Ady Endre válogatott levelei; vál., sajtó alá rend., bev., jegyz. Belia György; Szépirodalmi, Budapest, 1957 (Magyar századok)
- Vallomás a patriotizmusról. Cikkek; Állami Irodalmi és Művészeti, Bukarest, 1958
- Ifjú szívekben élek. Válogatott cikkek és tanulmányok; vál., tan. Koczkás Sándor, jegyz. Bessenyei György; Móra, Budapest, 1958
- Ady Endre összes novellái; sajtó alá rend., jegyz. Bustya Endre; Szépirodalmi, Budapest V, 1961
- Ady Endre összes versei, 1–2.; sajtó alá rend. Koczkás Sándor, Krajkó András, Szépirodalmi, Budapest, 1962 (Magyar klasszikusok)
- Poéta és publikum. Publicisztikai gyűjtemény; Irodalmi, Bukarest, 1967
- Az elhagyott kalóz-hajók; bemutatja Baróti Dezső; kép- és dokumentumvál. Baróti Dezső, E. Csorba Csilla, szerk. Kőszeg Ferenc; Magyar Helikon, Budapest, 1977 (Kézirattár)
- Ady Endre összes versei; sajtó alá rend. Láng József, Schweitzer Pál; Szépirodalmi, Budapest, 1977
- Ady Endre publicisztikai írásai, 1–3.; vál., jegyz. Vezér Erzsébet; Szépirodalmi, Budapest, 1977
- Ady Endre levelei, 1–3.; szerk., szöveggond., bev., jegyz. Belia György; Szépirodalmi, Budapest, 1983 (Ady Endre művei)
- Ady Endre összes versei, 1–2.; szöveggond., jegyz. Láng József, Schweitzer Pál; jav. kiad.; Szépirodalmi, Budapest, 1989

### Tematikus válogatások
- Ady-versek. Magyarázatos kiadás az ifjúság számára; közrebocsátotta Párkányi Norbert; Athenaeum, Budapest, 1926
- Jóslások Magyarországról. Tanulmányok és jegyzetek a magyar sorskérdésekről; szerk., bev. Féja Géza; Athenaeum, Budapest, 1936
- A forradalmi Ady; előszó Szakasits Árpád; versek, cikkek vál. Erdődy János, Szalai Sándor; Népszava, Budapest, 1945
- Őszi rózsák. Antológia Ady Endre forradalmi verseiből; vál. Kelen Dóra; Szociáldemokrata Párt Kultúrosztálya, Budapest, 1947
- A fekete lobogó. Ady harca a klerikális reakció ellen; szerk. Földessy Gyula, Király István; Franklin, Budapest, 1950
- A néppel tüzön-vizen át. Petőfi Sándor, Ady Endre, József Attila száz verse; Ifjúsági, Bukarest, 1953
- A nacionalizmus alkonya; összeáll. Koczkás Sándor, Vezér Erzsébet; Kossuth, Budapest, 1959
- Ady Endre az irodalomról; szerk. Varga József, Vezér Erzsébet, bev. Varga József: Ady irodalomszemlélete; Magvető, Budapest, 1961
- Költészet és forradalom; összeáll., bev. Varga József, szerk., jegyz. Szabó Mária; Kossuth, Budapest, 1969
- Nagyváradi színikritikák a Holnap évtizedében. Ady Endre, Bíró Lajos, Dutka Ákos és Juhász Gyula írásai a színházról; vál., bev. Indig Ottó; Kriterion, Bukarest, 1975 (Téka)
- Péntek esti levelek; vál., utószó Varga József; Zeneműkiadó, Budapest, 1975
- Ady Endre versei; vál. Babits Mihály, szerk. Téglás János; Ságvári Nyomdaipari Szakközépiskola, Budapest, 1976
- Magyar jakobinus dala. Forradalmi versek és cikkek; összeáll. Szily Ernő; Kossuth, Budapest, 1977
- Az élet szobra. Ady Endre képzőművészeti írásai; szerk., bev., jegyz. Varga József, utószó Németh Lajos; Corvina, Budapest, 1977 (Művészet és elmélet)
- Életem nyitott könyve; vál., szerk. Kovalovszky Miklós; Gondolat, Budapest, 1977
- Az én hadseregem. Válogatott cikkek, tanulmányok, versek, elbeszélések fiatalok számára; vál. Varga József, szómutatót, utószó Pomogáts Béla; Kozmosz Könyvek, Budapest, 1977
- Művészeti írások; vál., szerk. Vezér Erzsébet; Kossuth, Budapest, 1987 (Esztétikai kiskönyvtár)
- Színház; vál., szöveggond., utószó, jegyz. Varga József; Szépirodalmi, Budapest, 1980
- A Sion-hegy alatt. Ady Endre istenes versei; összeáll., bev. Szabó Lőrinc; Szt. István Társulat, Budapest, 1990
- Kopátsy Sándor: Beszélgetések Adyval [vál. Ady publicisztikájából Kopátsy Sándor jegyz., Lengyel László Valami még készül. Levélféle Kopátsy Sándorhoz c. írásával]; Száminform, Budapest, 1992
- A vér városa. Nagyváradon és Nagyváradról; vál., sajtó alá rend. Vitályos László; Palatinus, Budapest, 2001 (Várad, villanyváros)
- Betlehem néma. Ady Endre minden karácsonyi írása; összeáll. Kőrössi P. József; Noran, Budapest, 2002 (Írók karácsonya)
- Kopátsy Sándor: Beszélgetések Adyval Nagyváradon [vál. Ady publicisztikájából Kopátsy Sándor jegyzeteivel]; CET Belvárosi, Budapest, 2002
- Ha hív az acélhegyű ördög… Ady Endre újságírói és publicisztikai írásai, 1900–1904; összeáll., kortörténeti ismeretekkel bev. Fehér Dezső, utószó Tóth János; NAT, Nagyvárad, 2005 (NAT könyvek)
- Egy keresztvetés története. Zsidó történetek; vál., szerk., utószó Kőbányai János; Múlt és Jövő, Budapest, 2006 (Múlt és Jövő klasszikusok)
- „Legyetek emlékezéssel hozzám.” Válogatás Ady Endre verseiből – jegyzetekkel; vál., bev., jegyz. Százdi Antal; Petit Real, Budapest, 2006
- Az élet-halál titkai. Ady Endre füveskönyve; vál., összeáll. Papp Csaba; Lazi, Szeged, 2006
- Erdély Adyja. Versek, elbeszélések, publicisztikai írások; összeáll., bev. Pomogáts Béla; Pro Universitate Partium Alapítvány, Nagyvárad, 2007
- Levél a végekről. Erdélyi versek; vál., bev. Pomogáts Béla; Pallas-Akadémia, Csíkszereda, 2007
- Jóslások Magyarországról. Tanulmányok és jegyzetek a magyar sorskérdésekről; szerk., bev. Féja Géza; Éghajlat, Budapest, 2010
- Séta bölcsőhelyem körül, 1–2.; Bába, Szeged–Érmindszent, 2010
- A világosság lobogója alatt; vál., szerk., jegyz. Ferencz Győző; Nap, Budapest, 2012 (Magyar esszék)

### Emlékezések Ady Endréről–Új magyar múzeumsorozat, 1–5.
(gyűjt., sajtó alá rend., jegyz. Kovalovszky Miklós; Akadémiai, Budapest, 1961–1991, 5 db)
- I.; 1961 (Új magyar múzeum, 5.)
- II.; 1974 (Új magyar múzeum, 9.)
- III.; 1987 (Új magyar múzeum, 12.)
- IV.; 1991 (Új magyar múzeum, 16.)
- V.; 1993 (Új magyar múzeum, 17.)

### Külföldi kiadások
- Amerikai Egyesült Államok: Poems of Endre Ady. Joseph M. Ertavy-Barath, Anton N. Nyerges, University Press of America, 1987. ISBN 9780819165688
- Korea: Modun pimiri si (모든 비밀의 시, „A Minden-Titkok versei”, Modeun bimirui si), fordította: Han Gjongmin (한경민, Han Gyeong-min), kiadó: Cshöcshugi Nonggan (최측의농간, Choecheugui Nonggan), 2020-07-20[15]

## Kritikai kiadás

### Ady Endre összes prózai művei
Ady Endre összes művei. Kritikai kiadás, Akadémiai, 1955–1982, 11 db
- I. 1897–1901; összeáll. Földessy Gyula; 1955
- II. Újságcikkek, tanulmányok. 1901–1902; összeáll. Földessy Gyula; 1955
- III. Újságcikkek, tanulmányok. 1902. március–december; sajtó alá rend. Koczkás Sándor, Vezér Erzsébet; 1964
- IV. Újságcikkek, tanulmányok. 1903. január–december; sajtó alá rend. Vezér Erzsébet; 1964
- V. Újságcikkek, tanulmányok. 1904. február–1905. január; sajtó alá rend. Vezér Erzsébet; 1965
- VI. Újságcikkek, tanulmányok. 1905. január–szeptember; sajtó alá rend. Varga József; 1966
- VII. Újságcikkek, tanulmányok. 1905. október–1906. június 14.; sajtó alá rend. Kispéter András, Varga József; 1968
- VIII. Újságcikkek, tanulmányok. 1906. június–1907. szeptember; sajtó alá rend. Vezér Erzsébet; 1968
- IX. Újságcikkek, tanulmányok. 1907. október–december; sajtó alá rend. Vezér Erzsébet; 1973
- X. Újságcikkek, tanulmányok. 1910. január–1912. december; sajtó alá rend. Láng József, Vezér Erzsébet; 1973
- XI. Újságcikkek, tanulmányok; sajtó alá rend. Láng József; 1982

### Ady Endre összes versei
Ady Endre összes művei. Kritikai kiadás, Akadémiai, Argumentum, 1969–2006, 4 db
- I. Versek, 1891–1899; sajtó alá rend. Koczkás Sándor; 1969
- II., 1900–1906. jan. 7.; sajtó alá rend. Koczkás Sándor; 1988
- III. 1906. jan. 28.–1907; sajtó alá rend. Koczkás Sándor, Kispéter András; 1995
- IV. 1908–1909; sajtó alá rend., jegyz. N. Pál József, Janzer Frigyes, Nényei Sz. Noémi; 2006

### Ady Endre összes prózai művei, 2. átdolgozott kiadás
Ady Endre összes művei. Kritikai kiadás, sajtó alá rend. Vezér Erzsébet, Akadémiai, 1990–1997, 2 db
- I., Újságcikkek, tanulmányok. 1897. szeptember–1901. május; sajtó alá rend. Vezér Erzsébet; 1990
- II., Újságcikkek, tanulmányok. 1901. május–1902. február; sajtó alá rend. Koczkás Sándor, Nényei Sz. Noémi; 1997

### Ady Endre levelezése
Ady Endre összes művei. Kritikai kiadás, sajtó alá rend., jegyz. Vitályos László, Argumentum, 1998–2009, 3 db
- I. 1895–1907; 1998 (Ady Endre levelezése, 1.)
- II. 1908–1909; 2001 (Ady Endre levelezése, 2.)
- III. 1910–1911; 2009 (Ady Endre levelezése, 3.)

## Megzenesített versek
- Reinitz Béla és Ady Endre, Új vizeken járok, 1909. február 9., Modern Színpad
- Reinitz Béla és Ady Endre, Kató a misén, 1909. február 9., Modern Színpad
- Reinitz Béla és Ady Endre, A magyar igazság, (1909. február 9., Modern Színpad
- Reinitz Béla és Ady Endre, Kuruc dalok, 1909. október 15., Modern Színpad
- Reinitz Béla és Ady Endre, Szelíd esti imádság, 1911. április 3., Modern Színpad
- Reinitz Béla és Ady Endre, Héja-nász az avaron, 1914. január 31., Medgyaszay Kabaré

## Származása
| Diósadi Ady Endre (Érmindszent, 1877. nov. 22.– Bp., Terézváros, 1919. jan. 27.) költő, újságíró, ref. | Apja: diósadi Ady Lőrinc (1851. aug. 15.– 1929. ápr. 22.)                            | Apai nagyapja: Ady Dániel (1811–1887) szilágylompérti birtokos, a Wesselényiek számtartója                                                     | Apai nagyapai dédapja: Ady Bálint ref. (17??–18??) Szilágyszentkirály                                                                    |
| Diósadi Ady Endre (Érmindszent, 1877. nov. 22.– Bp., Terézváros, 1919. jan. 27.) költő, újságíró, ref. | Apja: diósadi Ady Lőrinc (1851. aug. 15.– 1929. ápr. 22.)                            | Apai nagyapja: Ady Dániel (1811–1887) szilágylompérti birtokos, a Wesselényiek számtartója                                                     | Apai nagyapai dédanyja: n. a. |
| Diósadi Ady Endre (Érmindszent, 1877. nov. 22.– Bp., Terézváros, 1919. jan. 27.) költő, újságíró, ref. | Apja: diósadi Ady Lőrinc (1851. aug. 15.– 1929. ápr. 22.)                            | Apai nagyanyja: Viski Julianna (Györgyfalva, 1823. aug. 14.–Szilágylompért, 1880)                                                              | Apai nagyanyai dédapja: Viski Dániel (1789–Nyárszó, 1872. júl. 24.) 1816-tól Györgyfalván, 1848–1867-ig Nyárszón volt református lelkész |
| Diósadi Ady Endre (Érmindszent, 1877. nov. 22.– Bp., Terézváros, 1919. jan. 27.) költő, újságíró, ref. | Apja: diósadi Ady Lőrinc (1851. aug. 15.– 1929. ápr. 22.)                            | Apai nagyanyja: Viski Julianna (Györgyfalva, 1823. aug. 14.–Szilágylompért, 1880)                                                              | Apai nagyanyai dédanyja: Nárai Szabó Julianna (?–Nyárszó, ?)                                                                             |
| Diósadi Ady Endre (Érmindszent, 1877. nov. 22.– Bp., Terézváros, 1919. jan. 27.) költő, újságíró, ref. | Anyja: tiszaeszlári Pásztor Mária (Szatmár, 1858. ápr. 4.– Budapest, 1937. nov. 28.) | Anyai nagyapja: Pásztor Dániel (Aranyosmeggyes, 1811–Szatmárnémeti, 1864. ápr. 7.) református lelkész Érmindszenten, majd áttért a r. k. hitre | Anyai nagyapai dédapja: Pásztor József (1781–1841) 1806-tól Patóházán és Aranyosmeggyesen református lelkész                             |
| Diósadi Ady Endre (Érmindszent, 1877. nov. 22.– Bp., Terézváros, 1919. jan. 27.) költő, újságíró, ref. | Anyja: tiszaeszlári Pásztor Mária (Szatmár, 1858. ápr. 4.– Budapest, 1937. nov. 28.) | Anyai nagyapja: Pásztor Dániel (Aranyosmeggyes, 1811–Szatmárnémeti, 1864. ápr. 7.) református lelkész Érmindszenten, majd áttért a r. k. hitre | Anyai nagyapai dédanyja: Kolozsvári Borbála 1804-ben házasodtak                                                                          |
| Diósadi Ady Endre (Érmindszent, 1877. nov. 22.– Bp., Terézváros, 1919. jan. 27.) költő, újságíró, ref. | Anyja: tiszaeszlári Pásztor Mária (Szatmár, 1858. ápr. 4.– Budapest, 1937. nov. 28.) | Anyai nagyanyja: Kabay Rozália (1826–Szatmárnémeti, 1862. nov. 18.) ref., 1842-ben házasodtak                                                  | Anyai nagyanyai dédapja: Kabay Gábor vagyonos falusi birtokos Érmindszenten, ref.                                                        |
| Diósadi Ady Endre (Érmindszent, 1877. nov. 22.– Bp., Terézváros, 1919. jan. 27.) költő, újságíró, ref. | Anyja: tiszaeszlári Pásztor Mária (Szatmár, 1858. ápr. 4.– Budapest, 1937. nov. 28.) | Anyai nagyanyja: Kabay Rozália (1826–Szatmárnémeti, 1862. nov. 18.) ref., 1842-ben házasodtak                                                  | Anyai nagyanyai dédanyja: Simay Zsuzsanna                                                                                                |

## Szerb Antal Ady Endréről
„Ő volt az, akiben teljes lett az idő, akinek elébe jutottak az előfutárok, aki kimondta a szót, amit ki kellett mondani. Az egész nemzedék köréje csoportosult, olyannyira, hogy ha a régi egyéniségtisztelő iskola hívei lennénk, Ady Endre koráról kellene beszélni. Adyban volt valami prófetikus, volt benne valami a »jelből, amelynek ellentmondatik«. Az első pillanattól kezdve, amint feltűnt, egyszerre formát kapott az addig kaotikus irodalmi tudat: Ady neve két ellenséges táborra osztotta az embereket, egyszerre mindenki pontosan tudta a helyét. Olyan volt Ady, mint a kő Jókai regényében, mely belehull az olvadt kristály tavába, és egyszerre bazaltoszlopok sorakoznak égfelé. Jelentősége messze elhagyta az irodalom határait, és a pro vagy kontra Ady-állásfoglalás politikai és világnézeti felfogások elkeseredett szembenállását váltotta ki. A pro-Ady táborban most tudatosodott és vált mondhatóvá a század egész új tartalma, és az új tartalom által felébredt a kedélyesen alvó magyar élet – itt volt a harc, amiért harcolni lehetett. A nemzedék többi íróját is Ady Endre magyarázza meg – nem mintha Ady hatása nagyobb kortársaira jelentékeny lett volna, hanem, mert nem lettek volna azok, akik, Ady Endre aurája nélkül, az Ady körüli harcok, az Ady által megindított nagy áttörés, az Ady mögé csoportosuló társadalom lendülete nélkül.”

## Emlékezete
- Nevét őrzi a 345648 Adyendre kisbolygó.[17][18]

## További információk

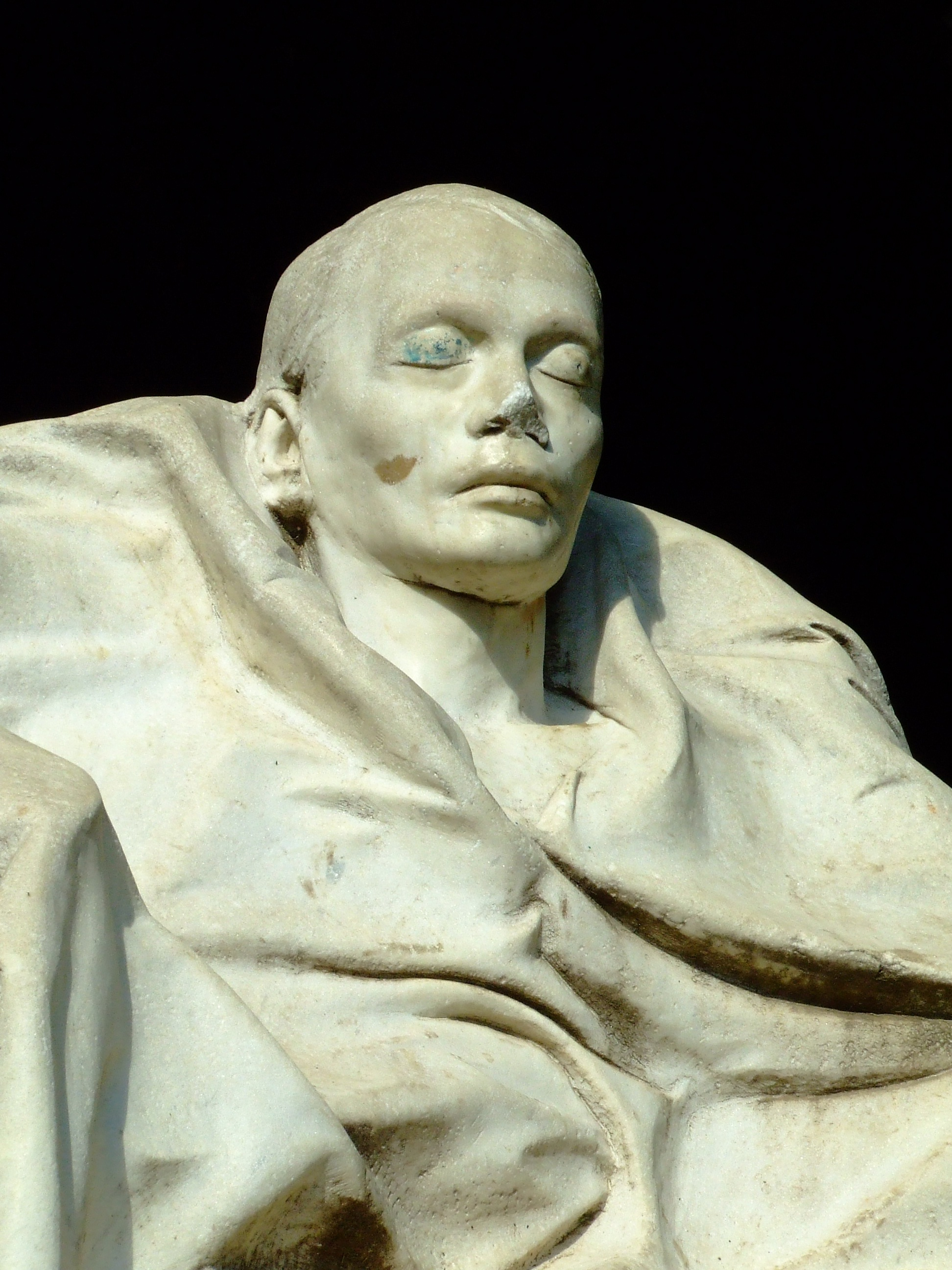
Ady Endre szobra a pécsi Barbakánkertben, Melocco Miklós alkotása (1977). A szobrász a költő arcát a Vedres Márk által készített, hiteles halotti maszk alapján formálta meg

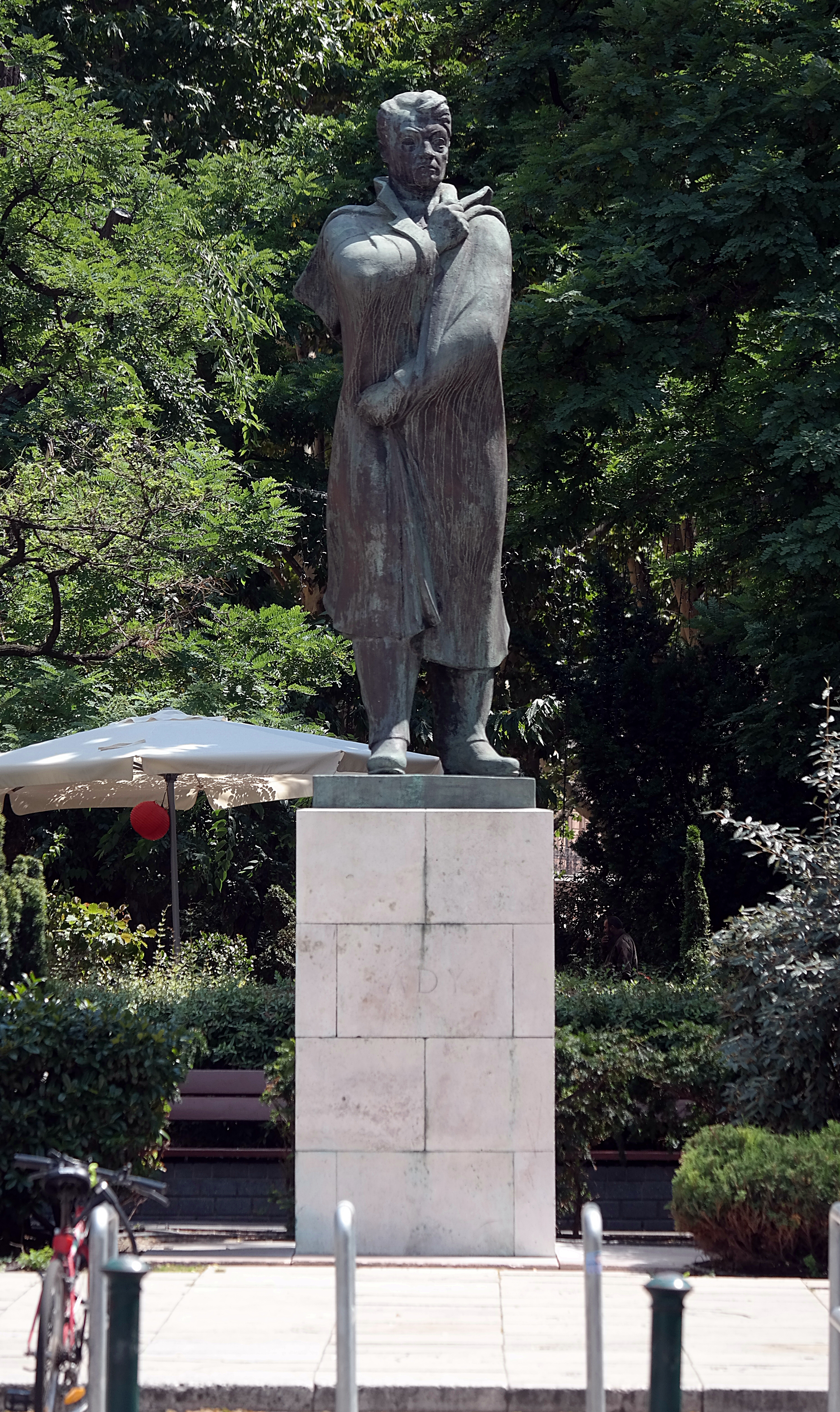
Szobra a Liszt Ferenc téren

### Művei
Ady Endre művei a Magyar Elektronikus Könyvtárban
- Ady Endre művei (Project Gutenberg)
- Ady Endre művei kategorizálva és címkézve
- Ady: online-audiók Latinovits előadásában Archiválva 2009. szeptember 18-i dátummal a Wayback Machine-ben
- Literatura
- A nagyváradi újságíró
- Az újságíró Ady
- Ady Endre művei a Mercator Stúdió Elektronikus Könyvkiadónál Archiválva 2011. március 19-i dátummal a Wayback Machine-ben
- Ady Endre verse Székesfehérváron
- Czeizel Endre: Ady Endre családfájának és sorsának értékelése
- Az Ady-életmű a teológia mérlegén
- Ady Endre versei műfordításokban Bábelmátrix
- A „Nyugat” című irodalmi folyóirat digitalizált számai, 1908–1941
- Ady Endre összes prózai műve Hozzáférés: 2016. november 12.
- Ady Endre: Korrobori – kiadatlan cikk Hozzáférés: 2016. november 12.

### Szakirodalom
- Papp István Géza: Ady Endre vonzásában Bába Kiadó, Szeged, 2007 ISBN 978-963-9717-64-0
- Oláh (Örsi) Tibor: Ady Endre költészetének motívumrendszere. http://magyar.fazekas.hu/wp-content/uploads/2016/02/Ol%C3%A1h-Tibor_Ady-Endre-k%C3%B6lt%C3%A9szet%C3%A9nek-mot%C3%ADvumrendszere.pdf8090.pdf
- A. MOLNÁR Ferenc: Ady Endre bibliájáról, Irodalomismeret, 2003
- Borbély Sándor: Ady Endre, Horpács, Mikszáth, 2000
- Domokos Mátyás (szerk.): A Komp-ország poétája. In memoriam Ady Endre, Budapest, Nap Kiadó, 2005
- Fráter Zoltán, Hegyi Katalin: „Nincsenek itt már farsangi hajnalok”. Ady és Csinszka pesti lakása, Budapest, Argumentum, 2001
- Görömbei András: Barta János Ady-élménye, Irodalomtörténet, 2002
- H. NAGY Péter, Lőrincz Csongor, Palkó Gábor: Ady-értelmezések, Pécs, Iskolakultúra, 2002
- LOSONCI Miklós: Ady Párizsa, Budapest, Biró Family, 2001
- Muzsnay Árpád (szerk.): Ady Endre és Móricz Zsigmond tanácskozás, Szatmárnémeti, 2009
- Pomogáts Béla: Öt költő. Irodalomtörténeti tanulmányok [Ady Endre, Babits Mihály, Illyés Gyula, József Attila, Kosztolányi Dezső erdélyi vonatkozásai], Marosvásárhely, Mentor, 2005
- SÁRA Péter: A minden titkok költője. Tanulmányok Ady Endréről, Budapest, Püski, 2000
- SCHWEITZER Pál: Ady és Mylitta. Mű és élmény kapcsolata egy szerelem harminc versében, Budapest, Argumentum, 2000
- Bölöni György: Az igazi Ady
- Hatvany Lajos: Ady a kortársak közt
- Lukács György: Új magyar líra
- Móricz Zsigmond: A költő harca a láthatatlan sárkánnyal
- Horváth János: Ady s a legújabb magyar lyra
- Jászi Oszkár: Egy verseskönyvről
- Kosztolányi Dezső: Az írástudatlanok árulása. Különvélemény Ady Endréről
- Schöpflin Aladár: Ady Endre
- Szerb Antal: Ady Endre
- Németh László: Ady Endre
- Kenyeres Zoltán: Ady Endre
- Keresztury Dezső: Ady. Halálának 25-ik évfordulójára
- Király István: Az eltévedt lovas
- Király István: Ady Endre I-II, Bp., 1973
- Földessy Gyula: Ady minden titkai
- Pilinszky János: Vallomás Adyról
- Vezér Erzsébet: Ady Endre élete és pályája
- Kemény István: Komp-ország, a hídról
- Raffay Ernő: Ady Endre és a szabadkőművesség; in: Történelem portál, I. évf. 1. szám, 8–11. o.
- Horváth János: Ady s a legújabb magyar lyra; Benkő, Bp., 1910
- Halmi Bódog: Ady Endre. Tanulmány; Sichermann, Máramarosziget, 1910
- Szenes Béla: Az ifjú Ady Endre. Egy Kossuth-verstől a Léda daloki g; Dick, Bp., 1913
- Loósz István: Ady Endre, lírája tükrében. Tanulmány; Fischer–Krausz Ny., Szabadka, 1914
- Szirbik Antal: A legmodernebb aesthetika. A régi és az újmódi költészet – Rákosi Jenő, Ady Endre és táboraik a fiziológia szögéből nézve; Hoffman Ny., Bp., 1915
- Halmágyi Samu: Ady Endre magyarsága; Erzsébet Ny., Dicsőszentmárton, 1916
- Szabó Dezső: A forradalmas Ady; Korvin Ny., Bp., 1919 (Táltos könyvtár. Időszerű emberek)
- Földessy Gyula: Ady Endre. Tanulmány és ismertetés; Hungária Ny., Bp., 1919
- Földessy Gyula: Ady-tanulmányok; Ethika, Bp., 1921 (Ethika-könyvtár)
- Alszeghy Zsolt: Magyar lirikusok. Vörösmarty, Komjáthy, Ady Endre, Harsányi K.; Pallas, Bp., 1921 (69–115. old.)
- Kardos László: A huszonegyéves Ady Endre; Kner, Gyoma, 1922
- Révész Béla: Ady Endre életéről, verseiről, jelleméről; Kner, Gyoma, 1922
- Ady Lajos: Ady Endre; Amicus, Budapest, 1923
- Hatvany Lajos: Ady világa. Isten könyve, 1–2.; Pegasus, Bécs, 1923
- Kőszegi László: Az Ady-kultusz bűne; Pátria Ny., Budapest, 1923
- Zulawski Andor: Írás Adyról; Renaissance, Budapest, 1924
- Hatvany Lajos: Ady világa. Szerelem könyve, 1–2.; Pegasus, Bécs, 1924
- Ady-könyv. Dokumentumok az Ady-kérdéshez; összegyűjt., sajtó alá rend. Reiter László; Amicus, Budapest, 1924
- Emlékfüzet a zilahi és érmindszenti Ady-ünnepekről; összeáll. Nagy Sándor; Seres Samu Ny., Zilah, 1924
- Révész Béla: Ady Endre életéről, verseiről, jelleméről; kieg. 2. kiad.; Athenaeum, Budapest, 1925
- Révész Béla: Ady Endre tragédiája. A háború, a házasság, a forradalom évei, 1–2.; Athenaeum, Budapest, 1925
- Zulawski Andor: Petőfi – Ady; Renaissance, Budapest, 1925
- Ady-múzeum. 1–2. köt.; szerk. Dóczy Jenő, Földessy Gyula; Athenaeum, Budapest, 1925–1926
- Ady Endre élete és munkái. Bibliografiai tanulmány; összeáll. Gulyás Pál; Lantos, Budapest, 1925
- Nagy Sándor: Ady Endre költészete; szerzői, Budapest, 1927
- Makkai Sándor: Magyar fa sorsa. A vádlott Ady költészete; Erdélyi Szépmíves Céh, Cluj-Kolozsvár, 1927 (Erdélyi Szépmíves Céh kiadványa. 1927. évi sorozat)
- Szász Károly: „Magyar fa sorsa”. Makkai püspök Ady-könyvének bírálata; Budapesti Hírlap Ny., Budapest, 1927
- Négyesy László: Irodalmi valutarontás. Reális és túlcspongó Ady-kultusz. Levélváltás Hegedüs Loránttal; Franklin Ny., Budapest, 1927
- Benedek Elek: A püspök meg a püspökfi, avagy A magyar fa sorsa; Grünfeld Ny., Brassó, 1927
- Földessy Gyula: Újabb Ady-tanulmányok; Voggenreiter, Berlin, 1927
- Joó Tibor: Ady arca a történetphilosophia megvilágításában; Studium, Szeged, 1928 (Bethlen Gábor Kör. Kolozsvár–Szeged kiadványai)
- Boross István: Ady Endre alakja regényirodalmunkban és a köztudatban. Tanulmány; Török, Mezőtúr, 1928
- Ifjú szívekben élek. A magyar fiatalság hitvallása Ady Endre költészetének történelmi tanulságai mellett; Híd, Budapest, 1928
- Horváth Cyrill: Ady Endre hite, erkölcse, magyarsága; Budapesti Hírlap Ny., Budapest, 1928
- Fodor Árpád János: Ady a modern individualizmus sodrában; Pallas Ny., Budapest, 1928
- Zsigmond Ferenc: Az Ady-kérdés története idézetekben; Török, Mezőtúr, 1928
- Rass Károly: Makkai könyve Ady-ról; Erdélyi Tudósító, Brassó, 1928 (Erdélyi Tudósító könyvtár)
- Szetei Endre: Ady és az iskola. Gondolatok az Ady problémához: lehet-e Ady költészete nevelési tényező?; Centrum Ny., Budapest, 1928
- Vajthó László: Én, Ady Endre; Városi Ny., Szeged, 1929 (Széphalom-könyvtár)
- Arcok és harcok Ady körül; Lantos, Budapest, 1929
- Sík Sándor: Gárdonyi, Ady, Prohászka. Lélek és forma a századforduló irodalmában; Pallas, Budapest, 1929
- Földessy Gyula: Ady problémák; Századunk, Budapest, 1929 (A „Századunk” könyvtára)
- Horváth Cyrill: Ady Endréről; Egyetemi Ny., Budapest, 1930
- Fóti J. Lajos: Ady Endre világirodalmi jelentősége és egynémely adalék az élettelen magyar irodalmi élet mélységéből; Irodalom, Budapest, 1931
- Kincs Elek: Ady Endre hatása; Szatmár-Bereg Ny., Mátészalka, 1933
- Bölöni György: Az igazi Ady; Éd. Atelier de Paris, Párizs, 1934
- Schöpflin Aladár: Ady Endre; Nyugat, Budapest, 1934
- Lajtor László: Az igazi Ady; História, Budapest, 1934
- Németh László: Ady Endre; Kecskeméti Ny., Kecskemét, 1934
- Révész Béla: Ady és Léda; Dante, Budapest, 1934
- Huszti Mihály: Vörösmarty az újabb irodalmi ízlés tükrében. A költői világkép Vörösmarty és Ady költészetében; Ádler–Práder Ny., Budapest, 1935
- Révész Béla: Ady trilógiája. A három könyv egy kötetben; Nova, Budapest, 1935
- Hatvany Lajos: Ady körül; Világosság Ny., Budapest, 1936
- Gedeon Jolán: Ady és a francia irodalom; Ranschburg, Budapest, 1936
- Makay Gusztáv: A halál költészete a magyar lírában Vörösmarty-tól Ady-ig; Kultúra Ny., Pécs, 1937
- Révész Béla: S lehullunk az őszi avaron. Ady és Léda tragikus szerelmének titkai; Prager, Bratislava-Pozsony, 1937 (Az Új Európa könyvesháza)
- Ady-dokumentumok könyve; Prager, Bratislava-Pozsony, 1937 (Az Új Európa könyvesháza)
- Tóth Béla: Ady-tanulmányok; Béke, Debrecen, 1938
- Bucsis Gyula: Ady élete, világa és művészete; Kakas Ny., Zalaegerszeg, 1938
- Földessy Gyula: Ady értékelése az Új versek megjelenésétől máig. Kosztolányi és Babits szerepe az Ady problémában; Kelet Népe, Budapest, 1939 (A Kelet Népe könyvtára)
- Büky Katalin: A fiatal Ady költői fejlődése; Turul Ny., Karcag, 1939
- Bendetz Móric: Grafológiai tanulmányok, 3. Ady Endre jellemrajza kézírás alapján. Írás és hivatás; Bendetz, Budapest, 1940
- Boross István: Ady és a biblia; Corvina Ny., Mezőtúr, 1940
- Az Ady-Rákosi-vita. Egy irodalmi per aktái 1915–16-ból; bev. Kardos László; Pannonia Ny., Debrecen, 1940
- Hegedüs Lóránt: Ady és Tisza István; Nyugat, Budapest, 1940
- Szénási Etelka: Természetleírás líránkban Kisfaludy Sándortól – Ady Endréig; Városi Ny., Debrecen, 1940 (Magyar irodalmi dolgozatok a debreceni Magyar Királyi Tisza István-Tudományegyetem Magyar Irodalomtörténeti Szemináriumából)
- Szemere Gyula: Ady Endre költői stilisztikája; Debreczeni Ny., Székesfehérvár, 1941 (Specimina dissertationum Facultatis Philosophicae Regiae Hungaricae Universitatis Elisabethinae Quinqueecclesiensis)
- Szetey András: A másik Ady; Nógrádvármegyei Madách-Társaság, Budapest, 1941
- Az Ady-kultusz: magyar öngyilkosság!; Stephaneum Ny., Budapest, 1941
- Földessy Gyula: Az ismeretlen Ady; Debreceni Ady-Társaság, Budapest, 1941
- Reminiczky Erzsébet: Ady hatása líránkra; s. n., Budapest, 1941
- Halász Előd: Nietzsche és Ady; Danubia, Budapest, 1942 (Minerva)
- Révész Béla: Ady Endre összes levelei Lédához és a nagy regény teljes története; szerzői, Budapest, 1942
- Ady Lajosné: Az ismeretlen Ady. Akiről az érmindszenti levelesláda beszél; Béta, Budapest, 1942
- Ferenczy Piroska: Babits és Ady. Két költőtípus a „Nyugat”-ban; Némethy, Budapest, 1942
- Nyírő Gyula: Ady több arca a psychiatria tükrében; Szegedi Új Nemzedék Ny., Szeged, 1943
- Szabó Richárd: Klasszikus hatás Ady Endre költészetében; Egyetemi Ny., Budapest, 1943
- Megyer József: Ady a gimnáziumban; Szegedi Új Nemzedék Ny., Szeged, 1943
- Hetey Zoltán: Ady Bandi – Ady Endre; Stádium, Budapest, 1943
- Tóth Béla: Ady és Debrecen. Egy költő és egy város története; Városi Ny., Debrecen, 1943
- Földessy Gyula: Ady, az ember és a költő; Exodus, Budapest, 1943
- Kovalovszky Miklós: Ady Endre önképzőköri tag; s.n., Budapest, 1943
- Szunyoghy Farkas: A zilahi diákélet Ady Endre korában. Elbeszélések; szerzői, Kecskemét, 1943
- Szabó Richárd: Ady Endre lírája; Ady, Budapest, 1945 (Írások Ady Endréről)
- Révai József: Ady; Szikra, Budapest, 1945
- Kardos László: Ady Endre; Szikra, Budapest, 1946 (Szabad Föld könyvtára)
- Ady Endre. Révai József előadása; Szikra, Budapest, 1946
- Sík Endre: Ady és az új Magyarország; Testvériség Biztosító és Betegsegélyző Egyesület; s.n., New York, 1947
- Hatvany Lajos: Ahány párt, annyi Ady; Népszava, Budapest, 1948 (Irodalomról – szocialistáknak)
- Révai József: Ady tanulmányok; Szikra, Budapest, 1949
- Földessy Gyula: Ady minden titkai. Ady-kommentárok; Athenaeum Ny., Budapest, 1949
- Lukács György: Ady; Szikra, Budapest, 1949
- Czine Mihály: Ady Endre; Művelt Nép, Budapest, 1952 (Útmutató városi előadók részére)
- Hegedűs Nándor: Ady Endre Nagyváradon. Irodalmi forrástanulmány; Akadémiai, Budapest, 1956 (Irodalomtörténeti füzetek)
- Kardos Pál–Kovács Kálmán: Ady Endre, Móricz Zsigmond; Kossuth Lajos Tudományegyetem Bölcsészettudományi Kara; Felsőoktatási Jegyzetellátó Vállalat, Budapest, 1957
- Bölöni György: Ady, az újságíró; Magvető, Budapest, 1957
- Hegedüs Nándor: Ady Endre nagyváradi napjai; Akadémiai, Budapest, 1957 (Új magyar múzeum Irodalmi dokumentumok gyűjteménye)
- Lengyel Géza: Ady a műhelyben; Szépirodalmi, Budapest, 1957
- Ady Endre. 1877–1919; szerk. Sára Péter, Pölöskei Ferencné, bev. Bóka László; Magyar Helikon, Budapest, 1957 (A Petőfi Irodalmi Múzeum kiadványai)
- Hatvany Lajos: Ady. Cikkek, emlékezések, levelek, 1–2.; jegyz. Belia György; Szépirodalmi, Budapest, 1959
- Hegedűs Nándor: Ady elnyeri a főváros szépirodalmi díját; Akadémiai, Budapest, 1959 (Irodalomtörténeti füzetek)
- Kardos Pál: Ady költészete. Az Illés szekerén-től kezdve; KLTE, Debrecen, 1960
- Király István: Ady Endre; ELTE, Budapest, 1960
- Csukás István: Ady Endre a szlovák irodalomban; Akadémiai, Budapest, 1961 (Irodalomtörténeti füzetek)
- Vatai László: Az Isten szörnyetege. Ady lírája; Occidental Press, Washington, 1963
- Varga József: Ady útja az „Új versek” felé; Akadémiai, Budapest, 1963 (Irodalomtörténeti füzetek)
- Basch Lóránt: Adalék az Ady-Babits kérdéshez; Alföldi Ny., Debrecen, 1964 (A debreceni Kossuth Lajos Tudományegyetem Magyar Irodalomtörténeti Intézetének kiadványai)
- Kovalovszky Miklós: Egy Ady-vers világa. Új, tavaszi seregszemle; Akadémiai, Budapest, 1965 (A Magyar Nyelvtudományi Társaság kiadványai)
- Révai József: Ady; Kossuth, Budapest, 1965 (Esztétikai kiskönyvtár)
- Varga József: Ady Endre. Pályakép-vázlat; Magvető, Budapest, 1966 (Elvek és utak)
- Schweitzer Pál: Ember az embertelenségben. A háborús évek Ady-verseinek szimbolikus motívum-csoportjai; Akadémiai, Budapest, 1969 (Irodalomtörténeti füzetek)
- Kincs Elek: Ady és Kincs Gyula. A költő zilahi évei és kapcsolatai; Amerikai Magyar Szemle, St. Louis, 1970
- Király István: Ady Endre, 1–2.; Magvető, Budapest, 1970 (Elvek és utak)
- Hatvany Lajos: Ady. Cikkek, emlékezések, levelek; összegyűjt., szerk. Belia György; 2. bőv. kiad.; Szépirodalmi, Budapest, 1974
- Jékel Pál–Papp Ferenc: Ady Endre összes költői műveinek fonémastatisztikája; Akadémiai, Budapest, 1974
- Robotos Imre: Az igazi Csinszka. Dokumentumriport; Magvető, Budapest, 1975
- Babits Adyról. Dokumentumgyűjtemény; vál., szerk., bev. Gál István, Magvető, Budapest, 1975
- Robotos Imre: Az igazi Csinszka. Dokumentumriport; 2. jav. kiad.; Magvető, Budapest, 1976 (Magvető zsebkönyvtár)
- Balogh László: Mag hó alatt. Bevezetés Ady költészetének jelképrendszerébe; Tankönyvkiadó, Budapest, 1976
- Erdélyi Ildikó–Nagy Márta: Ady-kép, 77; TK, Budapest, 1977 (Tanulmányok. MRT Tömegkommunikációs Kutatóközpont)
- Nagy évfordulók. Előadás, javaslatok Ady Endre, Radnóti Miklós, Móricz Zsigmond, Mikszáth Kálmán születésének évfordulója alkalmából; szerk. Szarka Erzsébet; Osvetový ústav, Pozsony, 1977
- Itóka: Ady Párizsban; bev., vál., jegyz. Robotos Imre; Kriterion, Bukarest, 1977 (Téka)
- Az Ady-vers időszerűsége. Ady Endre születésének századik évfordulója alkalmából a Hídban megjelent tanulmányok gyűjteménye; szerk. Bordás Győző; Forum–Híd, Újvidék, 1977 (Esszé, tanulmány)
- Csukás István: Ady nemzetiségszemlélete; Szegedi Ny., Szeged, 1977 (Irodalomtörténeti dolgozatok)
- Adytól, Adyról. Az író születésének 100. évfordulóján; összeáll. Fenyvesi Margit; Tankönyvkiadó, Budapest, 1977
- Horváth Béla: Czigány Dezső Ady-képei; Magvető, Budapest, 1977
- Varga József: Ady és kora; Kossuth, Budapest, 1977
- Ady–Kodály Emléknapok. Kecskemét, 1977. XI. 30–XII. 1.; szerk. Ittzés Mihály; Kodály Zoltán Zenepedagógiai Intézet, Budapest, 1979
- Lukács György: Ady Endréről; Magvető, Budapest, 1977 (Gyorsuló idő)
- Vezér Erzsébet: Ady Endre élete és pályája; 2. átdolg. kiad.; Gondolat, Budapest, 1977
- Viták Adyval és Adyról. Szemelvények a két világháború közötti Ady-viták dokumentumaiból; szerk., bev. Kovács Géza; Tudományos Ismeretterjesztő Társulat, Budapest, 1977
- Ady és a századforduló; tan. Hanák Péter, Király István; TIT, Budapest, 1977
- Ady Endre Budapestje; összeállította Faragó Éva, Ruzsicska Mária; FSZEK, Budapest, 1977 (Tanulmányok Fővárosi Szabó Ervin Könyvtár)
- Ady, Léda, Csinszka. Visszaemlékezések és levelek a költő életrajzához; összeáll. Vitályos László; MTA Könyvtár, Budapest, 1977 (A Magyar Tudományos Akadémia Könyvtárának közleményei)
- Ady és Debrecen; gyűjt., bev. Szabó Géza; Megyei Könyvtár, Debrecen, 1977
- Ady Endre és Győr; összeáll. Perness Gyula; Kisfaludy Megyei Könyvtár, Győr, 1977
- Tegnapok és holnapok árján. Tanulmányok Adyról; szerk. Láng József; Petőfi Irodalmi Múzeum–NPI, Budapest, 1977
- Ady nálunk. Antológia; összeáll. Péter László; Somogyi Könyvtár, Szeged, 1977 (A Somogyi-könyvtár kiadványai)
- „Legyetek emlékezéssel hozzám”. Az ELTE Bölcsészettudományi Kar Tudományos Ady-ülésszakán elhangzott előadások anyaga; ELTE, Budapest, 1977
- Fábry Zoltán: Ady igaza; vál. bev., utószó Turczel Lajos; Madách, Pozsony, 1977
- Ady színpadképei; előszó, tan. Bacsó Béla; MSZI, Budapest, 1978 (Színháztörténeti könyvtár)
- Schweitzer Pál: Szépség és totalitás. A szép fogalmának tartalma Ady utolsó alkotókorszakában; Akadémiai, Budapest, 1980
- "Akarom: tisztán lássatok". Tudományos ülésszak Ady Endre születésének 100. évfordulóján; Akadémiai, Budapest, 1980
- Robotos Imre: Az igazi Csinszka. Dokumentumriport; 3. bőv. kiad.; Magvető, Budapest, 1980 (Magvető zsebkönyvtár)
- Kovalovszky Miklós: Léda: legenda és valóság; Magvető, Budapest, 1980 (Gyorsuló idő)
- Tóth Béla: Ady és Debrecen. 1896–1899; MTA DAB, Debrecen, 1981 (A Magyar Tudományos Akadémia Debreceni Akadémiai Bizottságának közleményei)
- Király István: Intés az őrzőkhöz. Ady Endre költészete a világháború éveiben 1914–1918, 1–2.; Szépirodalmi, Budapest, 1982
- Bodáné Porkoláb Judit: Egy Ady-szimbólum vizsgálata; ELTE, Budapest, 1982 (Nyelvtudományi dolgozatok)
- Szabó Dezső: Ady; előszó, jegyz. Szigethy Gábor; Magvető, Budapest, 1982 (Gondolkodó magyarok)
- Varga József: Ady és műve; Szépirodalmi, Budapest, 1982
- "A Tisza-parton". Ritmikai kérdések egy Ady-vers kapcsán; szerk. Szerdahelyi István, Kecskés András; MTA Irodalomtudományi Intézet, Bp., 1981
- Szénássy Zoltán: Adyfalvától a csucsai kastélyig; Magyar Tannyelvű Gimnázium, Komárom, 1982
- Szembesítés. Robotos Imre dokumentumriportja Ady és Csinszka házasságáról és a könyv kritikai visszhangja; Kriterion, Bukarest, 1984
- Hegedüs Lóránt: Nyitás a végtelenre. Ady Endre, József Attila, Németh László; Szabadság Téri Református Egyházközség, Budapest, 1989
- Szilágyi Péter: Ady Endre verselése; Akadémiai, Budapest, 1990
- Benedek István: Ady Endre szerelmei és házassága; Szenci Molnár Társaság, Budapest, 1991
- Bosnyák István: Kis éji Ady-breviárium. Anno Domini 1989. Ceruza-sorok: parafrázisok, adaptációk, centók és centónék egy ezredvégi Ady-összes margójára; utószó Harkai Vass Éva; JMMT, Újvidék, 1993 (A Jugoszláviai Magyar Művelődési Társaság kiskönyvtára. Líra, epika, dráma)
- Péter I. Zoltán: "Látva lássanak...". Ady Endre Nagyváradon; Széphalom Könyvműhely, Budapest, 1993
- A századforduló és Ady; összeáll. Gaszner Tibor; AKG, Budapest, 1995
- Robotos Imre: Az igazi Csinszka. Szembesítés. Ady–Csinszka szerelmének, házasságának legendaköre és valósága; 5. jav., átdolg. kiad.; Ferenczy, Budapest, 1995
- Halász Előd: Nietzsche és Ady; 2. átdolg. kiad.; Ictus, Szeged, 1995
- Beke Albert: Ady és barátai új megvilágításban; Szenci Molnár Társaság, Budapest, 1995
- Kozma Dezső: Klasszikusok Erdélyben; Nis, Kolozsvár, 1995
- Gyulai Zoltán: Részletek egy Ady vázlathoz: Mit adott nekünk Ady?; Gyulai Ferenc, Gävle, 1996
- Magyar irodalom Ady Endrétől Nagy Lászlóig; összeáll., jegyz. K. Jakab Antal; Stúdium, Kolozsvár, 1996
- Ficzay Dénes: Aradi krónika; Ady, „a Holnap” és „a Nyugat” Aradon / A Helikon írói Aradon; Kölcsey Egyesület, Arad, 1997
- Ady Endre. Általános és középiskolások számára; összeáll. Karádi Zsolt; Tóth Könyvkereskedés, Debrecen, 1997 (Nagyjaink)
- Vezér Erzsébet: Ady Endre élete és pályája; jav. kiad.; Seneca, Budapest, 1997
- Gorilovics Tivadar: Ady Párizsa – a megélt mítosz. Habilitációs előadás; Kossuth Egyetemi, Debrecen, 1997 (Habilitációs értekezések)
- Az Ady-kultusz: magyar öngyilkosság! Dr. Bartha József, Kuszkó István, Kovách Géza és Kőszegi László írása Ady Endréről; 3., ortográfiai szempontból jav. kiad.; Fehérlófia, Budapest, 1998
- Kenyeres Zoltán: Ady Endre; Korona, Bp., 1998 (Klasszikusaink)
- Bíró Zoltán: Ady Endre sorsköltészete; Püski, Budapest, 1998
- Losonci Miklós: A képalkotó Ady; Bíró, Budapest, 1998
- Ruszoly József: Költőnk és joga. Írások Ady Endre életéhez és korához; JATE ÁJK Tudományos Bizottság, Szeged, 1998 (Acta juridica et politica)
- Losonci Miklós: Képek Ady prózájában; Magyar Hivatalos Közlönykiadó, Budapest, 1998
- Tanulmányok Ady Endréről; szerk. Kabdebó Lóránt; Anonymus, Budapest, 1999 (Újraolvasó)
- Százdi Antal: Mélység és magasság. Adyról – Adytól; Petit Real, Budapest, 1999
- Simándy Pálról, Ady istenhitéről és korszakukról; összeáll. Ötvös László; 2. kiad.; NAP Alapítvány, Dunaharaszti, 2000 (Népi Írók Baráti Társasága könyvsorozat)
- Sára Péter: A minden titkok költője. Tanulmányok Ady Endréről; Püski, Budapest, 2000
- Borbély Sándor: Ady Endre, 1877–1919; Mikszáth, Horpács, 2000 (Élet-mű-kalauz)
- Schweitzer Pál: Ady és Mylitta. Mű és élmény kapcsolata egy szerelem harminc versében; Argumentum, Budapest, 2000
- Heltainé Nagy Erzsébet: Írói nyelvművelés Magyarországon a XX. század első felében. Ady Endrétől Illyés Gyuláig; MTA Nyelvtudományi Intézet, Budapest, 2000 (Linguistica Series A Studia et dissertationes)
- Losonci Miklós: Ady Párizsa; Biró family, Budapest, 2001
- Fráter Zoltán: "Nincsenek itt már farsangi hajnalok". Ady és Csinszka pesti lakása; képvál., kronológia Hegyi Katalin; Petőfi Irodalmi Múzeum, Budapest, 2001
- Ady szerelme: Ada; szerk. Varga Katalin, tan., szöveggond., jegyz. Hegyi Katalin; Ady-életmű Alapítvány–Argumentum–Petőfi Irodalmi Múzeum, Budapest, 2002
- Kozma Dezső: Ady Endre; Aranyhal, Budapest, 2002
- Szeretném, ha szeretnének. Ady Endre szerelmei; szerk. Borbély Sándor; Holnap, Budapest, 2004 (Szerelmes magyar írók)
- Antal Sándor: Ady és Várad; sajtó alá rend., jegyz. Andor Csaba; Madách Irodalmi Társaság, Budapest, 2004
- Schweitzer Pál: Egy fájdalmas, nagy élet jussa. Hét írás Ady Endréről; Gondolat, Budapest, 2004
- Pomogáts Béla: Öt költő. Irodalomtörténeti tanulmányok. Ady Endre, Babits Mihály, Illyés Gyula, József Attila, Kosztolányi Dezső erdélyi vonatkozásai; Mentor, Marosvásárhely, 2005
- Évfordulós tanácskozások. 2002–2004. Ady Endre, Páskándi Géza, Szilágyi Domokos, II. Rákóczi Ferenc, Móricz Zsigmond; Erdélyi Magyar Közművelődési Egyesület Partiumi Alelnöksége–Kölcsey Kör, Szatmárnémet, 2005
- Kik voltak ők valójában? Írók-költők kézírásának nyomában. Kölcsey, Petőfi, Jókai, Ady, Kosztolányi, József Attila, Radnóti; grafológiai elemzések Soóky Andrea, szerk., jegyz. Oroszlán Éva; DFT Hungária, Budapest, 2005 (Grafológiai személyiségelemző sorozat)
- A Komp-ország poétája. In memoriam Ady Endre; vál., szerk., összeáll. Domokos Mátyás; Nap, Budapest, 2005 (In memoriam)
- Schöpflin Aladár: Ady Endre; tan. Balogh Tamás; Polis, Kolozsvár, 2005 (Kettős tükörben)
- Tüzes Bálint: Forrongó századelő. Beszélgetések Tóth Jánossal a Holnap korszakáról; Europrint, Nagyvárad, 2006
- Péter I. Zoltán: Ady és Léda. Egy szerelem története; Noran, Budapest, 2006
- Barlay Ö. Szabolcs: Ady Istene; Prohászka Baráti Kör, Székesfehérvár, 2007 (Világnézeti figyelő)
- Benák Katalin: Érmindszent, Ady Endre szülőfaluja; Hód-Biotech Kft., Érmindszent–Szeged, 2007
- Papp István Géza: Ady Endre vonzásában. Tanulmányok, kritikák, ismertetések, évfordulók, megemlékezések; Bába, Szeged, 2007
- Kereskényi Sándor: Complexul Memorial Ady Endre Emlékmúzeum; Consiliul Judeţean Satu Mare–Muzeul Judeţean Satu Mare, Satu Mare, 2007
- "Mítosz vagy valóság?". Irodalmi tanácskozás és megemlékezés a 130 éve született Ady Endréről. XVIII. Érmindszenti zarándoklat, Szatmárnémeti–Nagykároly–Adyfalva, 2007. november 15–17.; Erdélyi Magyar Közművelődési Egyesület Partiumi Alelnöksége–Kölcsey Kör, Szatmárnémeti, 2008
- Hegedűs Loránt: A költő-vátesz Ady, 1–4.; Károli Egyetemi, Budapest, 2008–2012
- Jelek és csodák. Ady Endre és Erdély; gyűjt., összeáll., szerk., utószó Sas Péter; Noran, Budapest, 2008
- Ágh István: Fénylő parnasszus. Balassi, Csokonai, Ady; Nap, Budapest, 2008 (Magyar esszék)
- "Ólombetűkbe tördeltem szét rajongó, égő lelkemet". Ady Endre a maradandóság városában; összeáll. Keczán Mariann, Szabó Anna Viola; Déri Múzeum, Debrecen, 2009 (Irodalmi szelence)
- Rockenbauer Zoltán: A halandó múzsa. Ady özvegye, Babits szerelme, Márffy hitvese; Luna Könyvek–Noran, Budapest, 2009
- Fejér Ádám: Ady és Európa; Kultúrtörténeti Stúdiumok, Szeged, 2010
- Kocsi-út az éjszakában. A Nagykárolyban, Érmindszenten és Nagyváradon 2010. május 6-8-án rendezett Kocsi-út az éjszakában-konferencia szerkesztett és bővített anyaga; szerk. Fűzfa Balázs; Savaria University Press, Szombathely, 2011 (A tizenkét legszebb magyar vers)
- Takács Miklós: Ady, a korai Rilke és az „istenes vers”; Debreceni Egyetemi, Debrecen, 2011 (Csokonai könyvtár)
- Bayer Zsolt: Az ős Kaján. Verselemzés; Méry Ratio, Somorja, 2011
- Németh Ferenc: Ady vonzáskörében. Todor Manojlović Nagyvárad, Temesvár és Arad között. 1907–1910; VMMI, Zenta, 2012 (Délvidéki soroló)
- Péter I. Zoltán–Tóth János: Egy kis séta. Ady Endre nagyváradi sajtópere és börtönnapjai; Noran Libro, Budapest, 2012
- Veres András: Kosztolányi Ady-komplexuma. Filológiai regény; Balassi, Budapest, 2012
- Raffay Ernő: Ady Endre és a szabadkőművesség; Kárpátia Stúdió, Budapest, 2013-; 1. Szabadkőműves béklyóban, 1899–1905; 2. Szabadkőműves zsoldban, 1905–1908
- Istenkeresés az irodalomban. Ady Endre, Bodor Ádám, Csúzy Zsigmond, József Attila, Móricz Zsigmond, Nagy Gáspár; szerk. Végh Balázs Béla; Reformátusok Szatmárért Közhasznú Egyesület–Profundis, Fábiánháza–Szatmárnémeti, 2014 (Szatmári műveltség tára)
- "Komp-ország megindult dühösen Kelet felé újra". Ady magyarsága és modernsége. Cikkek, versek, esszék, tanulmányok; szerk. Agárdi Péter; Napvilág, Budapest, 2014
- Az oltalmazó Csucsa. Ady és Csinszka a Boncza birtokon; szerk. Hegyi Katalin; Petőfi Irodalmi Múzeum, Budapest, 2014
- Rockenbauer Zoltán: Apacs művészet. Adyzmus a festészetben és a kubista Bartók, 1900–1919; Noran Libro, Bp., 2014
- Kiss Tímea–Lőrincz Julianna: Alakzatok a modern és későmodern költészetben és műfordításaikban. Ady Endre és József Attila verseiben; EKF Líceum, Eger, 2014 (Pandora könyvek)
- Kiss Tímea: Retorika, fordítás, módszertan. Alakzatok Ady Endre költészetében; 4 Pont Ny., Eger, 2015
- Ady Lajosné Kaizler Anna: Az ismeretlen Ady. Akiről az érmindszenti levelesláda beszél; Szépmíves, Bp., 2017
- Péter I. Zoltán: Ady. Az Értől az Oceánig. Életrajz 1–3. köt.; Várad, Nagyvárad, 2019
- Borbás Andrea–Csiszár Gábor: Oh, furcsa élet. Ady Endre titkos szerelme; Európa, Budapest, 2024

#### Bibliográfiák, segédletek
- Vitályos László–Orosz László: Ady-bibliográfia. 1896–1970. Ady Endre önállóan megjelent művei és az Ady-irodalom; MTA, Bp., 1972 (A Magyar Tudományos Akadémia Könyvtárának kiadványai)
- Vitályos László–Orosz László: Ady-bibliográfia. 1896–1977. Ady Endre önállóan megjelent művei és az Ady-irodalom; közrem. Jónás Károly et al.; 2. bőv. kiad.; MTA Könyvtár, Bp., 1980 (A Magyar Tudományos Akadémia Könyvtárának közleményei)
- Behő Éva: Ady verselemzések. Válogatott bibliográfia; Móricz Zsigmond Megyei Könyvtár, Nyíregyháza, 1977 (Bibliográfiai füzetek. Móricz Zs. Megyei Könyvtár)
- Ady versek kottán és lemezen 1945–1976; összeáll. Papp Emma, R. Mátyus Ottilia; Hajdú-Bihar Megyei Könyvtár, Debrecen, 1977
- Vitályos László: Ady-bibliográfia, 1896–1987. Ady Endre önállóan megjelent művei és az Ady-irodalom. Kiegészítő kötet; MTA Könyvtár, Bp., 1990 (A Magyar Tudományos Akadémia Könyvtárának közleményei)